# Avatar (film, 2009)
Pour les articles homonymes, voir Avatar.
Cet article concerne le film de 2009. Pour la franchise cinématographique, voir Avatar. Pour l'univers de fiction, voir univers de fiction d’Avatar.
Série Avatar
Avatar : La Voie de l'eau
(2022)
Pour plus de détails, voir Fiche technique et Distribution.
Avatar est un film de science-fiction américain réalisé par James Cameron, sorti en 2009. Il s'agit du premier film de la franchise cinématographique Avatar.
L’action se déroule en 2154 sur Pandora, une des lunes de Polyphème, une planète géante gazeuse en orbite autour d'Alpha Centauri A dans le système stellaire le plus proche de la Terre. L’exolune, recouverte d’une jungle luxuriante, est le théâtre du choc entre les autochtones Na'vis et les Terriens. Les premiers vivent en parfaite symbiose avec leur environnement et tentent de se défendre face à l’invasion militarisée des seconds, venus exploiter un minerai rare susceptible de résoudre la crise énergétique sur Terre : l'unobtanium. L'un des principaux gisements se trouve sous un gigantesque arbre-maison habité par les Omaticayas, un important clan Na'vi. Visant à s'en emparer, les Terriens créent le programme Avatar. En contrôlant des corps Na'vis clonés et génétiquement modifiés, ils projettent de s'insérer dans la population afin de négocier avec elle. Toutefois, les militaires assurant la protection des équipes de recherche voient d'un mauvais œil le programme Avatar, qu'ils jugent beaucoup trop lent. Ils sont convaincus que la force brutale, tirant profit de leur avance technologique, leur permettrait de conquérir la planète en quelques jours. Le personnage central de l’histoire, Jake Sully, un marine paraplégique doté d'un avatar, va devoir choisir son camp avec pour enjeu le destin de la planète.
La conception d’Avatar débute en 1994 lorsque Cameron, âgé de 40 ans, finalise un script de 80 pages. Le début du tournage, prévu pour 1997 (après la sortie de Titanic), est repoussé car il considère ne pas avoir accès à des moyens technologiques suffisamment avancés. La production reprend au cours de l’été 2005 et Cameron se remet au développement du script et de l'univers du film début 2006,.
Avatar est l’un des films les plus coûteux de toute l’histoire du cinéma, mais son succès public fulgurant l'a rentabilisé en seulement dix jours d’exploitation. Au total, il génère plus de 2,923 milliards de dollars américains de recettes. Avatar était le cinquième film à passer la barre symbolique du milliard de dollars de recettes et le premier film à atteindre les 2 milliards. Après tout juste six semaines à l'affiche, il devient le plus gros succès de l'histoire du cinéma, battant Titanic (également réalisé par James Cameron). Ce record est maintenu jusqu'à la sortie d’Avengers: Endgame, près de dix ans plus tard. En 2021, à la suite de sa ressortie en Chine, Avatar redevient numéro un historique du box-office mondial.

## Synopsis

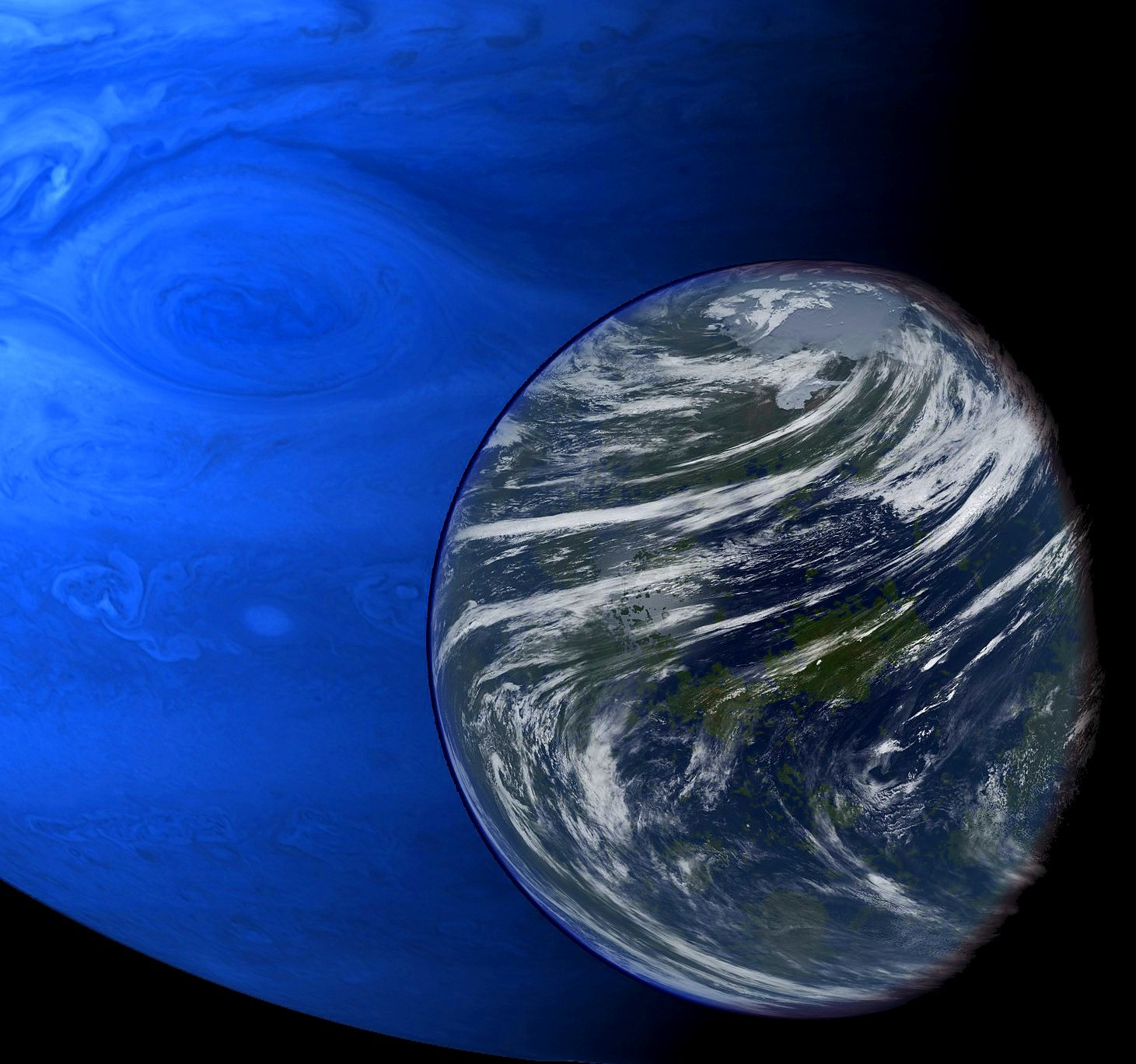
Vue de Polyphème et Pandora.

En l’an 2154, Jake Sully, ancien marine paraplégique, accepte de participer au programme Avatar pour remplacer son frère jumeau décédé, Tom Sully. Il est envoyé sur Pandora, l’une des lunes de Polyphème, une planète géante gazeuse en orbite autour d'Alpha Centauri A. Cette dernière est l'étoile principale du système stellaire Alpha Centauri, situé à 4,4 années-lumière du Système solaire. Recouverte d’une jungle luxuriante, Pandora est peuplée d’une faune et d’une flore aussi magnifiques que redoutables. Son atmosphère se distingue par une concentration élevée d'acide sulfurique, mortelle pour les Terriens. En outre, la planète est habitée par les Na'vis, une espèce indigène humanoïde qu'ils considèrent comme primitive et hostile. Pourtant, ces derniers se caractérisent par un mode de vie en totale harmonie avec la nature. Physiquement, les Na'vis peuvent atteindre trois mètres de haut. Ils ont une peau bleu-vert et une longue queue semblable à celle d’un lion. De longs filaments clairs, partant du haut de leur nuque et protégés par une natte qu'ils tressent autour, sont un organe qu'ils partagent avec les animaux et les plantes. Ils leur servent à s'y connecter et interagir avec eux par la pensée et les sensations, un acte qu'ils appellent tsaheylu, (« faire le lien »).
À leur arrivée sur Pandora, les humains découvrent un minerai jusqu’alors inconnu, l’unobtanium. Ce matériau miracle se révèle être la clé pour résoudre la crise énergétique qui sévit sur Terre. La Resources Development Administration (RDA), un consortium militarisé visant à l’exploitation des ressources minières de l'espace, recrute et gère les équipes chargées de prospecter Pandora. Comme le plus gros gisement se trouve sous les racines d’un arbre gigantesque habité par le clan Na’vi des Omaticayas, les Terriens décident de créer le programme Avatar, une opération diplomatique visant à gagner la confiance des Na’vis et à déplacer le clan afin de pouvoir extraire le minerai.
Scientifique retenu après une longue formation, Tom Sully a été assassiné en 2154 avant d'embarquer sur le vaisseau Venture Star pour Pandora. Or, chaque « avatar » est créé génétiquement à partir d’ADN de Na'vi et de l’ADN de son « pilote ». Le frère jumeau de Tom, Jake Sully, prend donc sa place au sein du programme. D'apparence Na'vi, un avatar possède néanmoins un cerveau humain. Il doit être contrôlé à distance. Pour ce faire, le pilote utilise un caisson spécial qui met son corps réel au repos. Une équipe de scientifiques est également chargée de superviser le pilotage. Hors utilisation, un avatar est plongé dans le coma.
Plusieurs humains participent au programme et ont donc un avatar, dont le docteur Grace Augustine (responsable scientifique) et Norman Spellman (spécialiste de la langue Na'vi, débarqué en même temps que Sully). Quand il prend le contrôle de son avatar, Jake — dont les jambes sont paralysées — découvre la joie de pouvoir marcher à nouveau.
Il part en mission d’exploration dans la jungle avec les avatars de Grace et Norman et découvre les multiples beautés et dangers de Pandora. Poursuivi par un prédateur gigantesque (Thanator), il se trouve séparé de ses compagnons et passe la nuit seul dans la jungle. Il manque de se faire tuer mais une jeune femme Na'vi nommée Neytiri, qui l'observe, le sauve. À la suite d'un signe d’Eywa, divinité Na'vi qui personnifie la nature, elle décide de l’emmener avec elle et il fait la connaissance du peuple Omaticaya. Jake apprend alors que Neytiri est la fille d’Eytukan, l'Olo'eyktan (chef du clan Omaticaya), et qu'elle deviendra Tsahik (chamane) lorsque sa mère quittera ce monde. Le futur chef du clan, promis à Neytiri, est le chef des guerriers nommé Tsu’tey. L'actuelle Tsahik charge sa fille Neytiri d'apprendre les usages omaticayas à Jake et de le familiariser avec leur mode de vie.

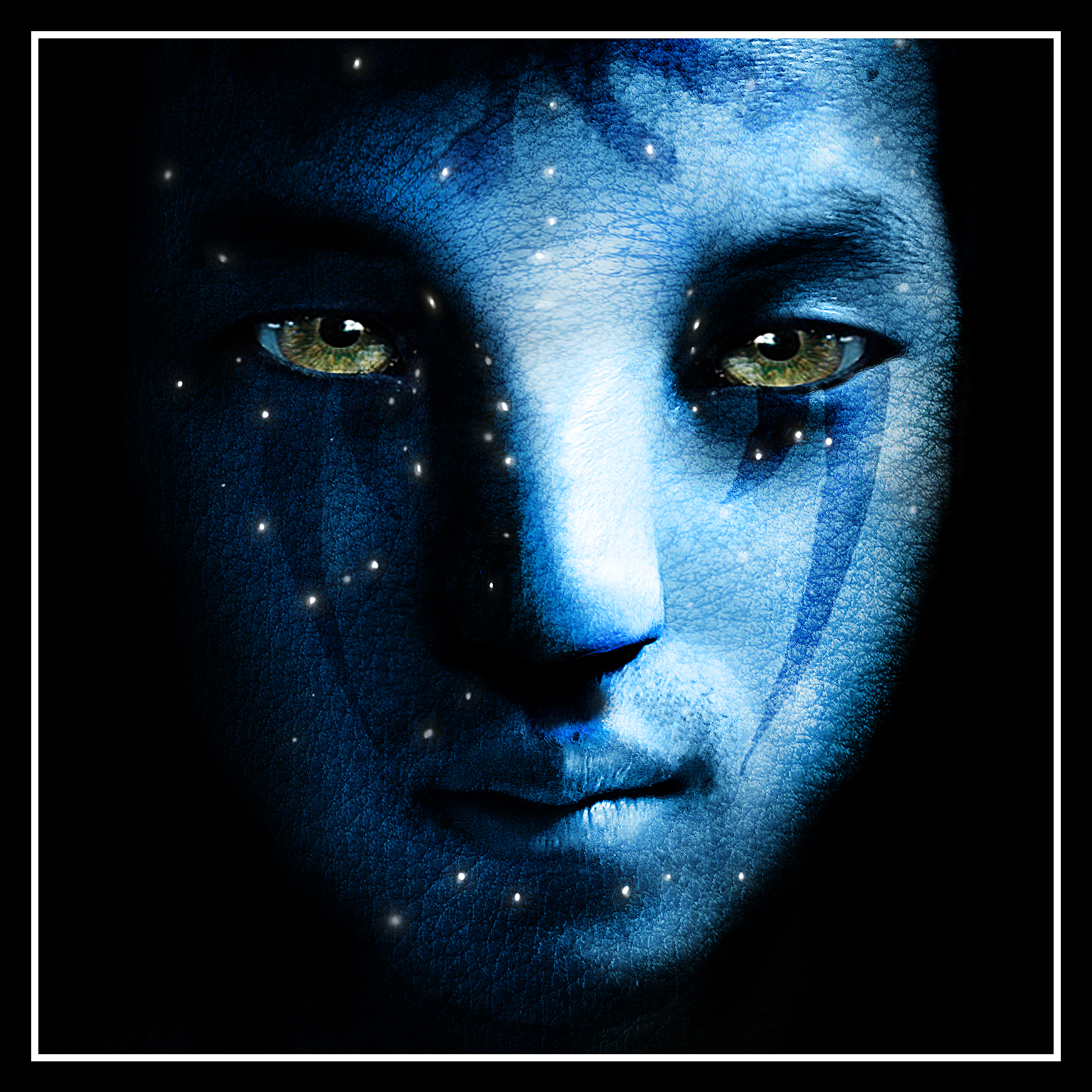
Portrait représentant un Na'vi.

De retour à la base, Jake raconte ses exploits à l'équipe de Grace et au colonel Quaritch, chef de la sécurité. Ce dernier lui confie une mission de trois mois au sein de l'équipe de Grace pour convaincre les Omaticayas de quitter l'arbre. Au matin suivant, Jake commence son apprentissage au sein de la tribu, tout en rendant compte de ses découvertes à Quaritch. Pour éloigner Jake du colonel, Grace emmène son équipe hors de la base pour s'établir dans l'annexe du programme située dans les Hallelujah, une chaîne de montagnes flottantes. Elle peut ainsi utiliser la relation privilégiée qu'a Jake avec les Omaticayas pour qu'ils l'autorisent à revenir dans la tribu depuis la fermeture (tragique) de l'école qu'elle animait au sein de la communauté.
Durant les trois mois, Jake s’intègre de plus en plus aux Omaticayas, apprenant leurs coutumes. Au fur et à mesure, il apprend à vivre et à chasser comme un Na’vi et à parler leur langue. Un jour, il est prêt à passer l'épreuve du domptage de son « ikran » (une sorte de dragon volant) qu'il réussit et s'impose comme un excellent cavalier des airs. Les trois mois se sont écoulés et Jake, qui préfère sa nouvelle vie dans son avatar au détriment de sa vie réelle, est remercié par le colonel pour son travail, mais Jake veut retourner dans la tribu le soir même. En effet, Jake a gagné sa place et fait partie des Omaticayas, même si le futur chef, Tsu'tey, voit d'un mauvais œil le rapprochement du terrien avec sa promise. En effet, Jake s’aperçoit un jour qu’il est tombé amoureux de Neytiri et que c'est réciproque. Il s’unit à elle devant Eywa dans un lieu sacré où les Na'vi sont en mesure de communiquer avec leur divinité.
Le lendemain, des bulldozers rasent les Utral Aymokriyä, les Arbres des voix où se sont unis Jake et Neytiri. Ce dernier se réveille in extremis dans son corps d'avatar, ayant été retardé dans son transfert par Norman et la Doctoresse Augustine et tente de s'en prendre à la machine avant d'être mis en déroute par les soldats. Les Omaticayas se réunissent pour préparer une riposte. Mais à ce moment-là, Jake s'effondre, car sa liaison a été interrompue par Quaritch venu dans l'annexe pour le ramener à la base avec Grace et Norman pour trahison. L'équipe de Grace comprend que Quaritch et Parker, le chef du programme civil, ont pris une décision radicale et dévastatrice pour le peuple Omaticaya. Quaritch fait décoller les forces aériennes pour détruire l'arbre-maison. Grace réussit à les convaincre de laisser Jake retourner chez les Omaticayas pour prévenir du danger et évacuer la population. Mais là-bas, Jake est également rejeté par les Omaticayas quand il leur apprend qu’il est en réalité venu à eux pour les convaincre d'abandonner leur arbre. Grace et lui sont faits prisonniers.
Peu après, Quaritch fait détruire par les forces aériennes l’arbre-maison où vivent les Omaticayas. Mo'at, la mère de Neytiri, libère Jake et Grace de leurs liens et ce dernier aide les deux femmes à échapper à l'effondrement du Kelutral, l'arbre-maison. Leur chef meurt lors de son effondrement. Jake est vu comme un paria, un ennemi du peuple Omaticaya par ses actions passées et se retrouve abandonné dans les cendres de l'arbre-maison, mais il est également vu comme un traître par Parker qui les fait arrêter, tout comme Grace et Norman. Ils arrivent à s'évader de leur cellule grâce à la pilote Trudy, mais Quaritch tire sur eux et blesse gravement Grace. Les fuyards se réfugient près de « l'arbre des âmes » pour éviter qu'ils ne soient débranchés par les militaires non sans déplacer l'annexe des Hallelujah.
Pour revenir auprès de son peuple, Jake est obligé de commettre un acte irréfléchi et dangereux : devenir un Toruk Makto, le cavalier de la Dernière Ombre, en domptant un Grand Leonopteryx, le plus grand prédateur de Pandora. Ce dernier est vénéré par les Na'vi et Jake fait l'unanimité auprès du clan Omaticaya, qui a trouvé refuge dans leur sanctuaire sacré auprès de l'arbre des âmes, en arrivant sur le dos de la créature. Pour faire front à l'armée humaine, il rassemble une alliance d’une quinzaine de clans. Jake demande l’aide des Omaticayas pour soigner Grace, ou passer définitivement son esprit dans le corps de l’avatar, mais il est déjà trop tard et elle s’éteint sous l’arbre des âmes, son esprit rejoignant Eywa. Jake décide de rallier les autres tribus Na'vis pour préparer une contre-attaque. Il demande également de l'aide auprès de l'arbre des âmes mais Neytiri lui dit qu'Eywa n'intervient pas dans une bataille.
Quaritch, voyant d’importants mouvements de troupes Na’vis, monte une attaque préventive contre eux avec pour but de détruire « l’arbre des âmes », un site où réside Eywa, le plus grand lieu de recueillement pour les Na’vis. Ceux-ci, dirigés par Jake Sully, Norman et Tsu’tey, nouveau chef des Omaticayas, vont alors entrer en guerre contre les humains. Gagnant au début grâce à l’effet de surprise, ils sont ensuite écrasés par la puissance des armes terriennes (qui a fait disparaître des amis de Jake dont Trudy, l'avatar de Norm, Tsu’tey, et l'ikran de Neytiri). Au moment où tout semble perdu, des milliers d’énormes animaux furieux envoyés par Eywa déferlent sur les troupes de Quaritch (nantangs, ikrans, titanosaures…) et les déciment. Jake fait exploser la navette comportant les explosifs avant qu'elle n'arrive à l'arbre et fait s'écraser l'appareil de Quaritch, ce dernier ayant eu le temps de s'équiper de son armature en exosquelette et de s'en éjecter. Le colonel trouve l'annexe cachée et s'apprête à la détruire. Neytiri intervient, mais elle est rapidement coincée par la monture que le colonel a tuée. S'ensuit un duel avec Jake qui arrive à endommager l'habitacle de l'armure du colonel. Ce dernier réplique en dépressurisant l'annexe, ce qui asphyxie Jake dormant dans son caisson. Alors qu'il s'apprête à le poignarder, Neytiri se libère, tue Quaritch de deux flèches en rugissant et se rend dans l'annexe pour donner le masque à Jake, lui sauvant la vie. Tous deux se regardent tendrement.
Lors des dernières scènes, les Terriens quittent la planète sous l’œil attentif des Na'vis, certains restant car ils les ont aidés. Les Na’vis sont redevenus maîtres de leur planète grâce à leur fusion efficace avec la nature. Avec l’aide d’Eywa, ils transfèrent définitivement l’esprit de Jake dans le corps de son avatar. Il devient un Na'vi comme les autres.

## Fiche technique
Sauf indication contraire, les informations mentionnées dans cette section peuvent être confirmées par les bases de données cinématographiques IMDb et Allociné,  présentes dans la section « Liens externes ».
- Titre original : Avatar
- Réalisation : James Cameron
- Scénario : James Cameron
- Musique : James Horner
- Direction artistique : Nick Bassett, Robert Bavin, Simon Bright, Todd Cherniawsky, Jill Cormack, Stefan Dechant, Sean Haworth, Kevin Ishioka, Andy McLaren, Andrew Menzies et Kim Sinclair
- Décors : Rick Carter, Robert Stromberg et Kim Sinclair[15]
- Costumes : Mayes C. Rubeo et Deborah L. Scott
- Maquillage : Mike Smithson, Tegan Taylor, Rick Findlater
- Coiffure : Roxane Griffin, Rick Findlater
- Photographie : Mauro Fiore
- Son : Christopher Boyes, Tom Lalley, Andy Nelson, Paul Pavelka, William Stein, Gary Summers, Gwendolyn Yates Whittle
- Montage : James Cameron, John Refoua et Stephen E. Rivkin
- Effets spéciaux : Robert Legato
- Production : James Cameron et Jon Landau
  - Production exécutive : Peter M. Tobyansen
  - Production déléguée : Laeta Kalogridis et Colin Wilson (en)
  - Production associée : Janace Tashjian
  - Coproduction : Brooke Breton et Josh McLaglen
- Sociétés de production : Lightstorm Entertainment, en association avec Dune Entertainment, présenté par Twentieth Century Fox
- Société de distribution : Twentieth Century Fox
- Budget : 237 millions de $[16],[17] ; 315 millions de $[18]
- Box-office : 2,9 milliards de dollars au box-office mondial[19]
- Pays de production :  États-Unis
- Langue originale : anglais
- Format : couleur (DeLuxe)
  - projection numérique HDCAM - 1,78:1 (Widescreen - 16:9 HD) - son Dolby Digital / DTS / SDDS / Sonics-DDP / Dolby Atmos
  - projection pellicule 35 mm - 2,39:1 (CinemaScope) - son Dolby Digital / DTS / SDDS
- Genres : science-fiction, action, aventures, fantastique
- Durées : 162 minutes (version originale et ressortie 2022) ; 171 minutes (édition spéciale) ; 178 minutes (version longue)
- Dates de sortie[20] :
  - Royaume-Uni : 10 décembre 2009 (première mondiale à Londres)[21]
  - France : 16 décembre 2009[22] (sortie nationale) ; 1er septembre 2010 (ressortie en édition spéciale) ; 21 septembre 2022 (version remastérisée)
  - Belgique : 16 décembre 2009 (sortie nationale)[23] ; 8 septembre 2010 (ressortie en édition spéciale)
  - Suisse romande : 16 décembre 2009[24]
  - États-Unis : 18 décembre 2009 (sortie nationale) ; 27 août 2010 (ressortie en 3D) ; 23 septembre 2022 (ressortie en version remastérisée)
  - Québec : 18 décembre 2009 (sortie nationale)[25] ; 27 août 2010 (ressortie en 3D)
- Classification :
  - Royaume-Uni : les enfants de moins de 12 ans doivent être accompagnés d'un adulte (12A - Suitable for 12 years and over)
  - États-Unis : accord parental recommandé, film déconseillé aux moins de 13 ans (PG-13 - Parents Strongly Cautioned)[N 2]
  - France : tous publics[26]
  - Belgique : potentiellement préjudiciable jusqu'à 12 ans (Mogelijk schadelijk voor kinderen onder de 12 jaar)[23],[27]
  - Suisse romande : interdit aux moins de 12 ans[28]
  - Québec : tous publics - déconseillé aux jeunes enfants (G - General Rating)[25]

## Distribution
- Sam Worthington (VF : Adrien Antoine) : Jake Sully
- Zoe Saldaña (VF : Ingrid Donnadieu) : Neytiri
- Sigourney Weaver (VF : Sylvie Genty) : Dre Grace Augustine

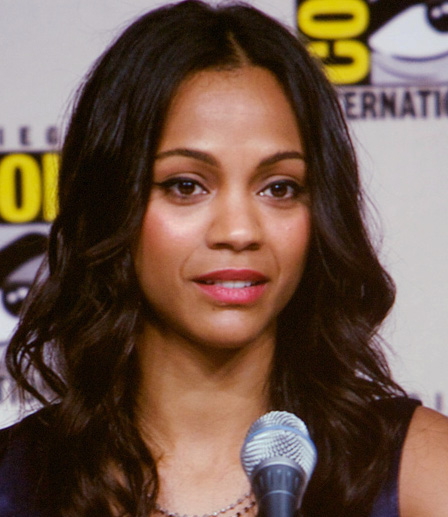
Zoe Saldaña joue Neytiri, le personnage féminin principal du film.

- Stephen Lang (VF : Jean-Bernard Guillard) : colonel Miles Quaritch
- Michelle Rodriguez (VF : Géraldine Asselin) : Trudy Chacon
- Giovanni Ribisi (VF : Damien Witecka) : Parker Selfridge
- Joel David Moore (VF : Patrick Mancini) : Norm Spellman
- CCH Pounder (VF : Michèle Bardollet) : Mo’at
- Wes Studi (VF : lui-même) : Eytukan
- Laz Alonso (VF : Bruno Choël) : Tsu’tey
- Dileep Rao (VF : Luc Boulad) : Dr Max Patel
- Matt Gerald (VF : Boris Rehlinger) : caporal Lyle Wainfleet
- Sean Anthony Moran : soldat Fike
- Jason Whyte (VF : Damien Boisseau) : technicien de cryogénisation

- Version française
  - Studio de doublage : Dubbing Brothers
  - Direction artistique : Jean-Pierre Dorat
  - Adaptation des dialogues : Thomas Murat

Sources et légende : Version française (VF) sur AlloDoublage

## Production

### Genèse

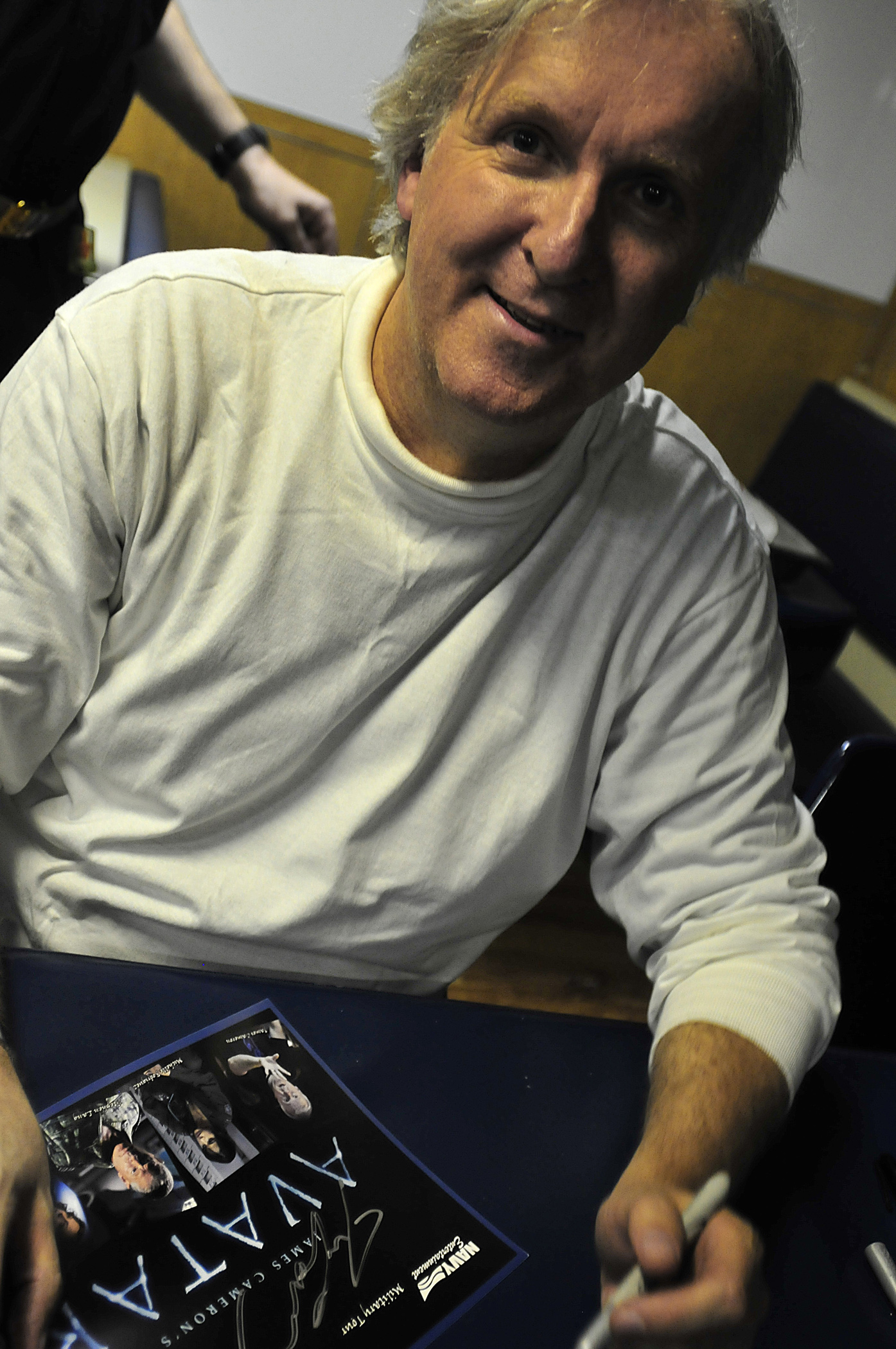
James Cameron a imaginé le monde d’Avatar plus de 15 ans avant de pouvoir réaliser le film.

En 1994, James Cameron écrit un script de 80 pages pour Avatar en seulement deux semaines,. En août 1996, il annonce qu’après avoir terminé Titanic il tournera le film Avatar, qui mettra en scène des acteurs en image de synthèse. Il estime alors que le projet coûtera 100 millions de dollars et emploiera au moins 6 acteurs pour les rôles principaux « qui sembleront vrais mais n’existeront pas physiquement dans le monde réel ». Digital Domain, une société spécialisée dans les effets spéciaux numériques avec laquelle Cameron est associé, rejoint le projet. La production est supposée démarrer au cours de l’été 1997, pour une sortie en 1999. Cependant, Cameron estime que la technologie existante alors ne lui permettra pas de donner vie de façon satisfaisante à sa vision de l’histoire (décision renforcée par l’échec commercial du film Final Fantasy : Les Créatures de l'esprit, film entièrement réalisé en images de synthèse[réf. nécessaire]). Il décide alors de mettre en suspens le projet en attendant que la technique s’améliore.
En juin 2005, Cameron annonce être en train de travailler sur un projet nommé temporairement Project 880, parallèlement avec un autre projet, Battle Angel, film tiré du manga Gunnm. Puis, on apprend que la 20th Century Fox a avancé 10 millions de dollars à Cameron afin qu’il tourne un clip montrant le monde qu'il a imaginé. La vidéo est présentée aux dirigeants de la Fox en octobre 2005. En décembre, Cameron déclare qu’il prévoit d’abord de réaliser Battle Angel pour une sortie mi 2007, puis son Project 880 pour une sortie en 2009. En février 2006, Cameron annonce qu’il intervertit les priorités sur ses deux projets - Project 880 devrait sortir en 2007 et Battle Angel en 2009. Il précise que la sortie de Project 880 pourrait être repoussée à 2008.
En février 2006, Cameron révèle que le Project 880 est en fait une « version retravaillée d’Avatar », ce film qu’il avait tenté de faire quelques années plus tôt et qu’il pense pouvoir enfin réaliser, grâce aux avancées technologiques dans le domaine de l’animation des personnages en images de synthèse, citant notamment Gollum dans la trilogie du Seigneur des anneaux de Peter Jackson, King Kong du même réalisateur, et Davy Jones de la série Pirates des Caraïbes.
Cameron choisit de réaliser d’abord Avatar plutôt que Battle Angel après avoir effectué l’année précédente un test caméra de cinq jours. Son script initial qu’on pouvait jusqu’alors trouver sur Internet depuis des années semble alors avoir disparu de la circulation.

### Développement
De janvier à avril 2006, Cameron travailla sur le script et créa une culture pour les Na’vis. Leur langue est créée par Paul Frommer, un professeur de la Marshall School of Business (en Californie) titulaire d’un doctorat en linguistique, également enseignant à l’université de Californie du Sud,. La langue na’vi possède un vocabulaire d’environ 1 000 mots, dont une trentaine ajoutée par Cameron. Elle utilise des consonnes éjectives [pʼ tʼ kʼ], épelées px, tx, kx que l’on retrouve dans la langue Amharique en Éthiopie, et les initiales « ng » que Cameron a pu emprunter à la langue Māori. Sigourney Weaver et les scénographes ont rencontré Jodie S. Holt, professeur en physiologie des plantes à l’université de Californie à Riverside, afin d’apprendre les méthodes utilisées par les botanistes pour étudier et collecter les plantes, et pour discuter les façons d’expliquer la communication entre les organismes sur Pandora.
En juillet 2006, Cameron annonce qu’Avatar devrait sortir mi-2008 et qu’il commencera la photographie avec le casting définitif en février 2007. En août, le studio d’effets visuels Weta Digital signe avec Cameron. Stan Winston, qui a déjà collaboré avec Cameron par le passé, rejoint l’équipe pour travailler sur les décors du film. La recherche et création des lieux et des décors du film a duré plusieurs années. Deux chefs décorateurs ont travaillé sur le film, ainsi que deux départements artistiques différents, l’un travaillant sur la flore et la faune de Pandora, l’autre sur les humains et leurs machines.
En septembre 2006, Cameron annonce qu’il utilise une caméra de son invention, une Fusion Camera System modifiée, afin de filmer les scènes d’Avatar en 3D. Le système utilise deux caméras haute définition Sony HDC-F950 HD reliées entre elles afin de reproduire la vision stéréoscopique que procure la séparation entre les yeux humains.
Pendant ce temps, la Fox est en proie au doute à cause de l’expérience douloureuse du tournage du dernier long métrage de Cameron, Titanic, où celui-ci avait accumulé les dépassements de budgets et les retards. Cameron réécrit le script d’Avatar afin de réduire le nombre de protagonistes, propose de diminuer son cachet en cas d’échec commercial et installe un feu tricolore bloqué sur l’orange à côté du bureau du coproducteur Jon Landau pour faire prendre conscience à tous du futur incertain du projet. Mi-2006, la Fox fait savoir à Cameron « en termes on ne peut plus clairs qu’ils ne financeront pas le film ». Il commence alors à faire le tour d’autres studios et montre sa preuve de concept à Dick Cook, alors président de Walt Disney Studios. Toutefois, au moment où Disney tente de s’engager, Fox exerce son droit de préemption, lui permettant d’obtenir un délai. En octobre 2006, la Fox accepte finalement de cofinancer Avatar, après que le studio Ingenious Media s’est aussi engagé, réduisant l’exposition financière de la Fox à moins de la moitié du budget officiel de 237 millions de dollars. À partir de ce moment, Cameron et Landau font passer leur feu au vert.
En décembre 2006, Cameron décrit Avatar comme « un conte futuriste prenant place sur une planète d’ici 200 ans… une aventure dans la jungle à l’ancienne avec une conscience environnementale… qui tend vers un degré mythique de narration ». En janvier 2007, la presse décrit le film ainsi : « Avatar est aussi un voyage émotionnel sur la rédemption et la révolution. C’est l’histoire d’un ancien marine blessé, poussé à coloniser et à exploiter une planète exotique riche en biodiversité, qui finalement se retrouve à la tête des indigènes dans une bataille pour leur survie » et d'après la Fox : « Nous avons créé un monde entier, un écosystème complet de plantes et de créatures fantasmagoriques, et un peuple natif avec une riche culture et une langue. »

### Tournage

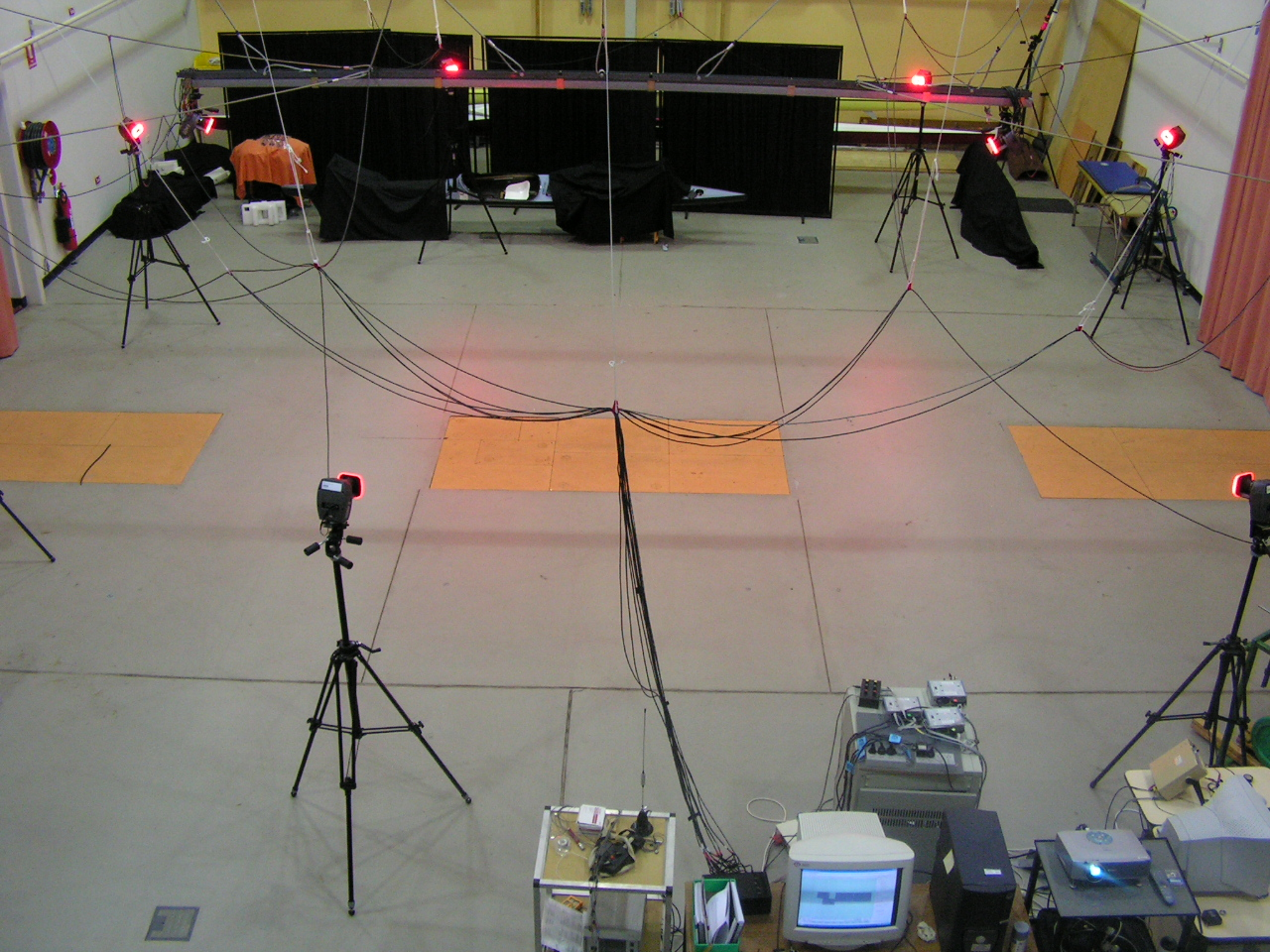
La plupart des scènes ont été tournées dans une salle d’enregistrement semblable à celle-ci, équipée de caméras infrarouge permettant de capturer les mouvements des acteurs.

Le tournage d’Avatar commence en avril 2007 à Los Angeles et à Wellington, capitale de la Nouvelle-Zélande. Cameron décrit le film comme un hybride avec des scènes tournées de façon classique et d’autres avec des personnages et un environnement générés par ordinateur : « Idéalement l’audience n’aura aucune idée de ce qu’elle est en train de regarder. » Il indique qu’il a déjà travaillé quatre mois sur des scènes secondaires du film. Les scènes classiques sont filmées avec une version modifiée de la « Fusion Camera System » développée par Cameron et Vince Pace. En janvier 2007, la Fox annonce que le tournage en 3D sera fait à raison de 24 images par seconde, en dépit de l’avis de Cameron qui pense qu’un film en 3D nécessite une cadence plus importante afin de rendre l’effet stroboscopique moins notable. D’après Cameron, le film est composé à 60 % d’images de synthèse et à 40 % de scènes tournées en direct avec des maquettes miniatures traditionnelles.
Le tournage en capture de mouvement, qui permet de capter les mouvements des acteurs afin de les retranscrire en images de synthèse dans un univers virtuel, dura 31 jours et se déroula sur la scène de la Hughes Aircraft Company à Playa Vista, un quartier de Los Angeles, en Californie,. Plus d’un millier de personnes participèrent au tournage. Afin de préparer certaines séquences, tous les acteurs subirent un entraînement spécifique selon les compétences de leurs personnages, telles que le tir à l’arc, l’équitation, le maniement des armes à feu et le combat à mains nues. Ils reçurent également un apprentissage de la langue Na’vi créée spécialement pour le film. Avant de commencer le tournage, Cameron envoya également tous les acteurs dans la jungle à Hawaï afin qu’ils ressentent par eux-mêmes l’ambiance d’une forêt tropicale humide avant le tournage en studio.
Durant le tournage, Cameron utilise une technique permettant une conception novatrice de la mise en scène dans le domaine de la capture de mouvement et du cinéma virtuel. Il demande à Rob Legato de lui concevoir un système de caméra virtuelle, dénommé le « Director Centric System », qui permet au réalisateur de se projeter dans l’univers virtuel et de visualiser en temps réel les personnages en images de synthèse créés à partir des données provenant de ses comédiens lors de la capture de mouvement. Legato avait déjà expérimenté une version basique de ce système sur les scènes du crash d’avion de Aviator de Martin Scorsese. Et Steven Spielberg avait déjà testé le principe de la « simulcam[Quoi ?] » sur le tournage de A.I. Intelligence artificielle. En pratique, le réalisateur tient une sorte de caméra dénuée d’objectif, marquée pour être repérée dans l’espace par les capteurs employés pour la capture de mouvement, constituée d’un cadre et d’un moniteur sur lequel est diffusé en temps réel une version basique du décor et des personnages en images de synthèse, permettant à Cameron de contrôler que le cadre reste correct. Cameron décrit le système comme une « forme de pure création où, si vous voulez déplacer un arbre ou une montagne ou le ciel ou changer l’heure de la journée, vous avez un contrôle complet sur les éléments. ». Cameron donna l’occasion à Steven Spielberg et à Peter Jackson de tester la nouvelle technologie. Spielberg et George Lucas avaient déjà rendu visite à Cameron sur le plateau lors du tournage,,.

### Effets spéciaux

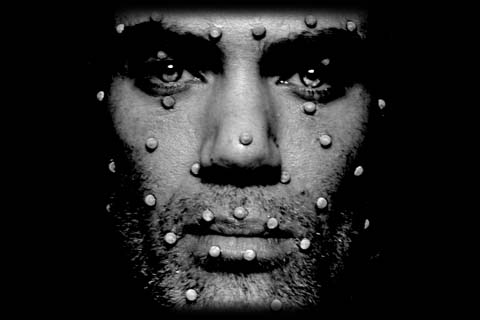
Ci-dessus, l’ancienne technique de capture des expressions faciales des acteurs, améliorée par l’équipe des effets spéciaux d’Avatar.

Un certain nombre d’effets spéciaux innovants ont été utilisés sur le tournage d’Avatar. D’après Cameron, le film était reporté depuis les années1990 dans l’attente d'un avancement de la technologie suffisant pour dépeindre fidèlement sa vision de Pandora et de ses habitants,. Le réalisateur avait prévu d’utiliser des personnages de synthèse photoréalistes, créés avec les nouvelles techniques d’animation de capture de mouvement développées dans les 14 mois précédant décembre 2006.
Les innovations incluent un nouveau système pour éclairer de grandes zones telle que la jungle de Pandora, « The Volume », une pièce dédiée à la capture de mouvement six fois plus grande que n’importe quelle autre pièce jamais utilisée, et une méthode améliorée pour la capture des expressions faciales des acteurs, permettant non plus une simple capture de mouvement, mais une « capture de jeu d'acteur ». Pour cela, les acteurs portent une sorte de cagoule sur laquelle est fixée une petite caméra filmant de près et en détail chaque mouvement de leur visage et de leurs yeux. D’après Cameron, cette méthode permet au réalisateur de transférer 100 % des performances physiques des acteurs à leurs équivalents numériques. De plus, durant la capture de mouvement, de nombreuses caméras permettent d’enregistrer de multiples angles de vue de chaque performance. Un certain nombre de scènes ont été particulièrement difficiles à réaliser. Richard Baneham, un des superviseurs de l’animation, cite la séquence où Jake sous forme humaine est porté par Neytiri.
Le principal studio à avoir travaillé sur les effets spéciaux est Weta Digital, créé par Peter Jackson et installé à Wellington en Nouvelle-Zélande, employant à un moment donné 900 personnes. Pour réaliser Avatar, Weta a utilisé un centre de traitement de données d’environ 1 000 m2, utilisant 4 000 serveurs Hewlett-Packard représentant 35 000 processeurs, plaçant le centre de traitement entre la 193e et la 197e place du TOP500, projet de classification des 500 premiers supercalculateurs connus au monde. Créer les personnages Na’vis et le monde virtuel de Pandora a nécessité plus d’un pétaoctet d’espace disque et chaque minute du film représente 17,28 gigaoctets. Pour pouvoir respecter les délais, d’autres équipes ont rejoint Weta telles que Industrial Light & Magic, qui travailla notamment sur les scènes de la bataille finale. ILM a pris en charge les effets spéciaux d’un grand nombre des véhicules du film et a conçu une nouvelle façon de réaliser les explosions en images de synthèse. Joe Letteri a été le superviseur général des effets spéciaux sur le film.

### Bande originale
La bande originale d’Avatar a été créée par le compositeur américain James Horner, qui avait déjà travaillé avec James Cameron sur les films Aliens, le retour et Titanic. Elle a nécessité 9 mois de travail de mars à novembre 2009. Elle se compose de quatorze titres (vingt en édition deluxe), d’une durée totale de 1 h 18 (1 h 36 en édition deluxe).
- 01 - You Don’t Dream in Cryo… - 6:09
- 02 - Jake Enters His Avatar World - 5:24
- 03 - Pure Spirits of the Forest - 8:49
- 04 - The Bioluminescence of the Night - 3:37
- 05 - Becoming One of The People, Becoming One With Neytiri - 7:43
- 06 - Climbing Up – Iknimaya – The Path to Heaven - 3:18
- 07 - Jake’s First Flight - 4:49
- 08 - Scorched Earth - 3:32
- 09 - Quaritch - 5:01
- 10 - The Destruction of Hometree - 6:47
- 11 - Shutting Down Grace’s Lab - 2:47
- 12 - Gathering All the Na’vi Clans for Battle - 5:14
- 13 - War - 11:21
- 14 - I See You (Theme from Avatar) - 4:20
- 15 - Pandora (édition deluxe) - 3:17
- 16 - Viperwolves Attack (édition deluxe) - 3:49
- 17 - Great Leonoptryx (édition deluxe) - 1:33
- 18 - Escape from Hellgate (édition deluxe) - 3:25
- 19 - Healing Ceremony (édition deluxe) - 2:21
- 20 - The Death of Quaritch (édition deluxe) - 5:20

## Accueil

### Promotion

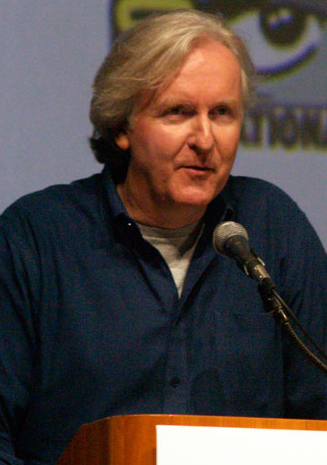
Cameron au Comic-Con 2009 en train de promouvoir le film.

Les premières photos officielles du film sont publiées le 14 août 2009 et le magazine Empire propose des images exclusives du film dans son édition de novembre. Le 23 juillet, Cameron, le producteur Jon Landau, Zoe Saldaña, Stephen Lang et Sigourney Weaver apparaissent ensemble lors d’un débat animé par Tom Rothman lors du Comic-Con 2009. À cette occasion, près de vingt-cinq minutes d’images provenant du film sont dévoilées. Weaver et Cameron participent à d’autres débats dans le cadre du Comic-Con, dans le but de promouvoir le film, respectivement le 23 et le 24 juillet.
James Cameron annonce lors du Comic-Con que le 21 août sera l’« Avatar Day ». C’est ce jour précisément que la bande-annonce du film sera diffusée dans tous les formats cinématographiques, ainsi que la bande-annonce du jeu vidéo et la collection de jeu dérivé. La bande-annonce de 129 secondes sort en ligne le 20 août et devient la bande-annonce la plus visionnée sur le site d’Apple avec 4 millions de visionnements en streaming dès le premier jour,. Une nouvelle bande-annonce de 210 secondes sort en salle le 23 octobre, puis se retrouve en ligne le 29 octobre sur Yahoo!,. Elle réutilise le titre The Island Awaits You du film The Island composée par Steve Jablonsky et les musiques Akkadian Empire et Guardians at the Gate d’Audiomachine. Une version plus longue en IMAX 3D reçoit des critiques très positives.
Néanmoins, quelques jours après la sortie de la première bande-annonce, The Hollywood Reporter rapporte le même scepticisme ambiant que lors de la sortie de Titanic. L’événement suscite de nombreuses réactions sur le Web. Certains comparent Avatar à des films d’animations tels que Delgo ou Les Aventures de Zak et Crysta dans la forêt tropicale de FernGully. Le site SpoutBlog met en ligne le jour même un article intitulé Les 10 films auxquels Avatar ressemble malheureusement. Les Na’vis sont comparés à Jar Jar Binks ou à des Schtroumpfs géants.
Le 30 octobre, pour célébrer l’ouverture du premier cinéma 3D au Viêt Nam, la Fox autorise Megastar Cinema à projeter un extrait exclusif de 16 minutes du film à la presse. Le 1er novembre 2009, une bande-annonce de trois minutes et demie est diffusée en direct aux spectateurs d’un match de football américain au Cowboys Stadium à Arlington, au Texas, sur le Diamond Vision screen, le plus grand écran géant au monde, ainsi qu’aux téléspectateurs regardant le match retransmis sur la Fox. Il s’agirait de la plus importante diffusion en direct d’une bande-annonce jamais réalisée,.
The Coca-Cola Company collabora avec la Twentieth Century Fox pour lancer une campagne publicitaire mondiale afin de promouvoir le film. Le point culminant de la campagne fut l’ouverture du site web AVTR.com. Des bouteilles et des canettes de Coca-Cola Zero, lorsqu’elles étaient tenues devant une webcam, permettaient aux utilisateurs d’interagir avec le site en 3D grâce à une technologie de réalité augmentée. Dans l’épisode The Gamer In The Grease (Saison 5, épisode9) de la série Bones appartenant à Fox Network, on voit Joel Moore, qui tient un rôle récurrent dans la série, attendre impatiemment la sortie d’Avatar.

### Sortie

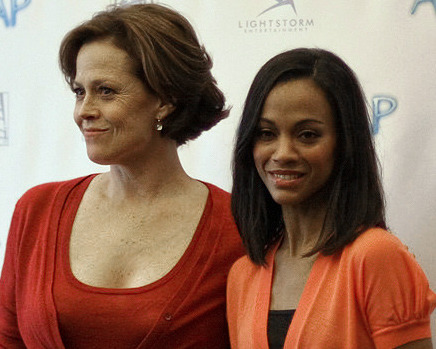
Les actrices Sigourney Weaver et Zoe Saldaña à la première du film à Moscou en décembre 2009.

Avatar sort en avant-première à Londres le 10 décembre 2009, puis dans le monde entier entre le 16 et le 18 décembre. Il était initialement prévu une sortie pour le 22 mai 2009 mais la date est repoussée pour donner plus de temps pour le traitement post-production (les dernières séquences furent tournées en novembre), et pour que les salles de cinéma puissent s’équiper pour la projection en 3D. Cameron annonce que le format de projection sera de 1.78:1 pour les écrans 3D et de 2.39:1 pour les écrans 2D. Néanmoins, il prévoit également un format 2.39:1 pour la 3D sur les écrans à hauteur d’image constante.
Avatar sort dans 3 457 salles aux États-Unis, dont 2 032 sont équipées de la 3D. Au total 90 % des billets réservés pour la sortie d’Avatar concernent les salles en 3D.
Au niveau international, Avatar sort sur un total de 14 604 écrans répartis dans 106 pays, dont 3 671 projettent le film en 3D,. Le film est présenté de façon simultanée en format IMAX 3D, dans 178 salles aux États-Unis et dans 58 salles dans le reste du monde, auxquelles s’ajoutent 25 salles de plus les semaines suivantes, pour un total record de 261 salles. Le record précédant étant détenu par Harry Potter et le Prince de sang-mêlé, qui fut projeté dans 161 salles IMAX aux États-Unis et dans environ 70 salles IMAX dans le reste du monde. En Corée, la 20th Century Fox Korea sort une version du film en « 4-D », avec « des sièges mobiles, des odeurs d’explosifs, des projections de gouttelettes d’eau, des lasers et du vent. »

### Accueil critique

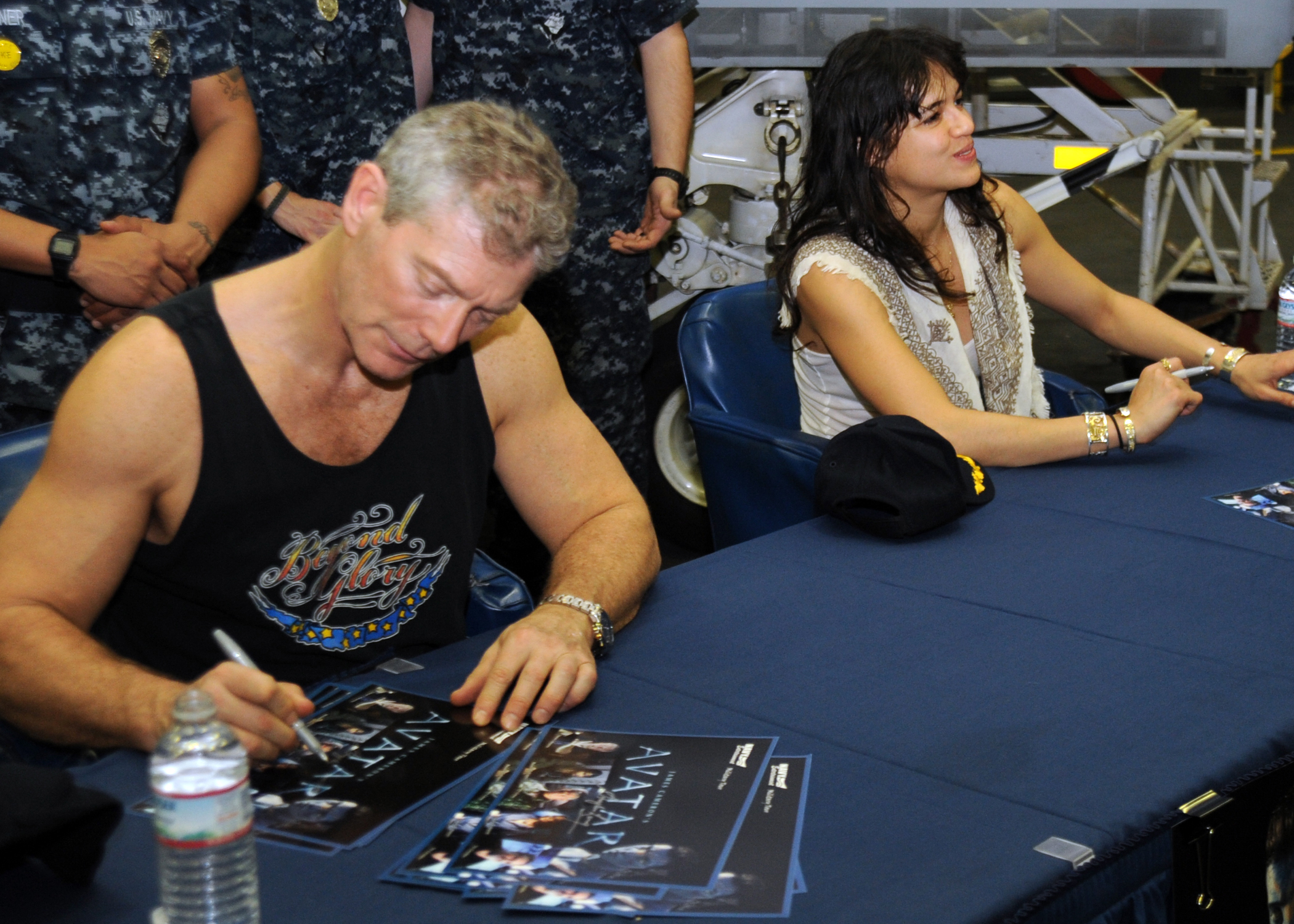
Les acteurs Stephen Lang et Michelle Rodríguez en dédicace auprès de l'armée américaine.

Le film a reçu des critiques positives. Le site américain Rotten Tomatoes, qui compile un grand nombre de critiques trouvées sur le Web, rapporte que 82 % des 250 critiques sélectionnées donnaient un avis positif sur le film avec une note moyenne de 7,4 sur 10. Sur le même site, le Cream of the Crop, constitué des avis des professionnels les plus populaires des milieux de la presse écrite, de l’Internet, de la télévision et de la radio notait positivement le film à 94 % sur un échantillon de 35 critiques. Le consensus général du site est que « il pourrait être plus impressionnant sur le plan technique que sur le plan de son scénario, mais Avatar réaffirme le don singulier de James Cameron pour un cinéma imaginatif et prenant ». Sur Metacritic, site pouvant être comparé à Rotten Tomatoes mais au système de notation différent, le film obtient un résultat de 84⁄100 sur 35 critiques. Les sondages de CinemaScore réalisés lors du week-end de la sortie donnaient un résultat moyen de « A », sur une échelle allant de « A+ » à « F ». Les spectateurs déclarant être allés voir le film pour la raison principale qu’il était en 3D.
Roger Ebert du Chicago Sun-Times décrit le film comme étant « extraordinaire » et lui donne la note maximale de quatre étoiles. Il écrit : « En regardant Avatar, je me suis senti comme lorsque j’ai vu Star Wars en 1977. Comme Star Wars et Le Seigneur des anneaux, le film utilise une nouvelle génération d’effets spéciaux. » Todd McCarthy de Variety glorifie le film : « Le roi du monde a entièrement créé un autre monde dans Avatar et il vaut la peine d’être visité ». Kirk Honeycutt de The Hollywood Reporter donne une critique positive : « L’écran est vivant avec plus d’action et la bande originale plus robuste que n’importe quelle autre douzaine de films de science-fiction que vous pourriez citer ». Peter Travers, du magazine Rolling Stone, célèbre le film, lui attribuant trois étoiles et demie sur un maximum de quatre : « Il élargit les possibilités de ce que peut faire un film. Le talent de Cameron pourrait être aussi grand que ses rêves ». Richard Corliss, du magazine Time, écrit : « Embrasser le film : sûrement la plus frappante et convaincante création d’un monde de fantasy jamais vu dans l’histoire du cinéma. ». Kenneth Turan du Los Angeles Times déclare que le film est une réussite visuelle « puissante », mais que les « dialogues sont plats » et les « interprétations des acteurs prévisibles ». James Berardinelli de ReelViews fait l’éloge du film et de son histoire, lui donnant la note maximale de quatre étoiles : « En 3-D, c’est immersif, mais les éléments d’un film traditionnel (scénario, personnage, montage, thème, émotion) sont présents avec suffisamment d’expertise que même la version en 2-D est une expérience de deux heures et demie captivante ».
Les thèmes sociaux et politiques d’Avatar ont également attiré l’attention. Armond White du New York Press écrit que Cameron utilise des personnages américains vicieux pour présenter sous un faux jour les facettes du militarisme, du capitalisme et de l’impérialisme,. Evo Morales, le premier président d’origine amérindienne de Bolivie, loue le film pour sa « profonde démonstration de résistance au capitalisme et de lutte pour la protection de la nature ». Le théologien chrétien baptiste Russell D. Moore du Christian Post (en) conclut que la propagande est présente dans le film et que « si vous pouvez remplir une salle de cinéma dans le Kentucky et la faire se lever et applaudir la défaite de leur pays en guerre, c’est que vous avez des effets spéciaux extraordinaires. » Adam Cohen du New York Times est plus catégorique, décrivant le message anti-impérialiste du film comme « une version du XXIIe siècle de la lutte des colons américains contre les Britanniques, de l’Inde contre le Raj britannique, ou de l’Amérique latine contre la United Fruit Company. »
Ross Douthat du New York Times pense que le film de Cameron est une « longue apologie pour le panthéisme… La religion d’Hollywood de choix pour toute une génération maintenant » alors que Saritha Prabhu du Tennessean pense que le film donne une représentation déformée du panthéisme. Annalee Newitz de io9 conclut qu’Avatar est un film fantastique de plus sur les races, où « un type blanc » devient le membre « le plus génial » d’une culture non blanche. Michael Phillips du Chicago Tribune appelle Avatar « le test de Rorschach idéologique de la saison. »
Les critiques retrouvent des similitudes avec d’autres films ou livres. Ainsi Ty Burr du Boston Globe écrit que c’est « le même film » que Danse avec les loups. Certains font remarquer que le concept de l’avatar est retrouvé dans la nouvelle Call Me Joe écrite par Poul Anderson en 1957, où un homme paralysé utilise sa pensée pour contrôler un corps étranger,. La domestication des dragons volants (ici un ptérodactyle) par un héros humain se retrouve telle quelle, jusqu'à l'ascension dangereuse vers les cimes où ils vivent, dans le film Dinotopia.
Cameron rejette ces accusations de plagiat, tout comme celle l’accusant d’avoir plagié Noon Universe, une ancienne série soviétique des années1960 écrite par Arcadi et Boris Strougatski, décrivant un univers futuriste dans lequel une espèce indigène dénommée les Nave vit sur une planète recouverte d’une forêt luxuriante appelée Pandora. Boris Strougatski a déclaré sur son site web ne pas apporter son soutien aux allégations visant Cameron. Certaines critiques ont comparé Avatar aux films Les Aventures de Zak et Crysta dans la forêt tropicale de FernGully, Dune, Aida degli alberi et Pocahontas : Une légende indienne. La National Public Radio a comparé le film à un assemblage de « tropes », et un des commentateurs a déclaré qu’Avatar avait été fait en mixant un tas de scénarios de film dans un mixeur. D’autres retrouvent des similarités avec les dessins de fantasy de Roger Dean qui représentent des formations rocheuses flottant dans les airs et des dragons,.
Le blog /Film de The Guardian propose une liste de citations concernant Avatar, prononcées par quatorze scénaristes et metteurs en scène de Hollywood. Frank Marshall, le producteur de Retour vers le futur et de la série des Indiana Jones dit : « Avatar est audacieux et formidable. C’est vraiment extraordinaire. ». Richard Kelly décrit le film comme « extraordinaire », John August comme appartenant à la « classe des maîtres ». Michael Moore déclare « allez voir Avatar, un film brillant de notre temps. Ne vous inquiétez pas si le cinéma n’est pas en 3D - la 2D est formidable et de toute façon tout est dans l’histoire ! ».
La seule réaction négative de la liste est de Duncan Jones : « Il n’est pas dans mon top trois des films de Cameron… à quel point du film avez-vous un doute sur ce qui va se passer par la suite ? ».

### Box-office

#### Première exploitation
- Nombre d'entrées[142][réf. non conforme],[143][réf. non conforme] :

| Pays                | Box-office                                               |
| ------------------- | -------------------------------------------------------- |
| États-Unis          | 107 390 150 entrées,[réf. non conforme],                 |
| Chine               | 31 434 224 entrées[réf. non conforme]                    |
| Royaume-Uni         | 17 284 124 entrées,                                      |
| France              | 14 677 888 entrées                                       |
| Russie              | 14 040 000 entrées                                       |
| Corée du Sud        | 13 624 328 entrées                                       |
| Japon               | 12 370 000 entrées[réf. non conforme]                    |
| Allemagne           | 11 299 204 entrées                                       |
| Australie           | 9 683 756 entrées                                        |
| Espagne             | 9 534 745 entrées,                                       |
| Brésil              | 9 172 377 entrées                                        |
| Italie              | 7 493 931 entrées                                        |
| Pologne             | 3 765 197 entrées                                        |
| Colombie            | 3 517 843 entrées                                        |
| Argentine           | 2 860 000 entrées                                        |
| Turquie             | 2 482 991 entrées[réf. non conforme],                    |
| Québec              | 1 790 704 entrées[réf. non conforme],                    |
| Pays-Bas            | 1 729 975 entrées                                        |
| Belgique            | 1 637 410 entrées                                        |
| Ukraine             | 1 544 286 entrées                                        |
| Suède               | 1 482 251 entrées,                                       |
| République tchèque  | 1 342 315 entrées                                        |
| Portugal            | 1 206 162 entrées                                        |
| Suisse              | 1 176 495 entrées,[réf. non conforme],                   |
| Autriche            | 1 174 740 entrées                                        |
| Danemark            | 1 169 000 entrées,                                       |
| Hongrie             | 1 160 604 entrées                                        |
| Grèce               | 990 000 entrées,                                         |
| Roumanie            | 881 718 entrées,                                         |
| Norvège             | 788 337 entrées,[réf. non conforme],[réf. non conforme], |
| Bulgarie            | 473 790 entrées                                          |
| Finlande            | 418 683 entrées,                                         |
| Slovaquie           | 352 586 entrées                                          |
| Serbie              | 311 622 entrées                                          |
| Croatie             | 300 712 entrées,                                         |
| Slovénie            | 253 171 entrées,                                         |
| Lituanie            | 226 091 entrées                                          |
| Lettonie            | 201 919 entrées                                          |
| Estonie             | 194 327 entrées                                          |
| Europe              | 78 376 003 entrées                                       |
| Total non exhaustif | 284 728 250 entrées                                      |

- Classement :

| Pays ou région                        | Box-office                         | Classement de tous les temps |
| ------------------------------------- | ---------------------------------- | ---------------------------- |
| Mondial                               | 2 923 706 026 $                    | 1er                          |
| Mondial ajusté après inflation        | 3 020 000 000 $                    | 4e                           |
| Box-office États-Unis - Canada        | 785 221 649 $                      | 4e                           |
| Box office International              | 2 138 683 879 $                    | 1er                          |
| Box-office France,[réf. non conforme] | 181 757 098 $ (15 340 969 entrées) | 6e                           |
| Box-office Québec                     | 20 073 396 CAD                     | 1er                          |
| Box-office Suisse                     | 15 743 017 $ (1 175 685 entrées)   | 2e                           |
| Box-office Chine[réf. non conforme]   | 261 829 978 $ (38 317 199 entrées) | 96e                          |
| Box-office Allemagne                  | 166 483 602 $ (11 405 501 entrées) | 14e                          |

- Avec un des plus gros budgets de l’histoire du cinéma (estimé à 387 millions de dollars américains, marketing compris), Avatar est parmi les films très attendus des cinéphiles du monde entier. Le film est diffusé dans plus de cent pays et le succès est au rendez-vous : après dix jours d’exploitation seulement, le budget est rentabilisé. Le 25 janvier 2010, Avatar a détrôné Titanic comme plus gros succès du box-office mondial (hors inflation). Le 31 janvier, après 6 semaines à la tête du box-office, Avatar devient le premier film à atteindre la barre symbolique des 2 milliards USD de recettes. Le 5 septembre 2010, au box-office international (hors États-Unis et Canada), Avatar a dépassé la barre des 2 milliards USD de recettes.
- Le démarrage du film dans le monde récolte 241 millions de dollars en cinq jours, ce qui fait passer le film dans le palmarès des dix plus gros démarrages cinématographiques de tous les temps dans le monde, comprenant trois films sortis en 2009 dont Harry Potter et le Prince de sang-mêlé et Twilight, chapitre II : Tentation[175][réf. non conforme].
- Avec des recettes historiques, estimées à 2,7 milliards de dollars américains dans le monde (après 20 semaines d’exploitation), le film obtient le titre du « plus gros succès cinématographique de tous les temps à travers le monde », devant Titanic (1,8 milliard) et Le Seigneur des anneaux : Le Retour du roi (1,1 milliard). Ce succès peut être relativisé par le fait que le prix d’une place pour une projection 3D est plus élevé.
- Le 25 juin 2010, les recettes ajustées après inflation atteignent 2 898 501 047 USD, faisant du film le 5e plus gros succès mondial de tous les temps, en tenant compte de l’inflation, derrière Autant en emporte le vent, Blanche-Neige et les Sept Nains, Titanic et Bambi[176]. Ces chiffres restent cependant à relativiser ; le calcul de l’inflation se fait sur l’année de sortie du film, même si ces derniers ont subi de multiples ressorties, ce qui peut expliquer des scores improbables comme celui d’Autant en emporte le vent[réf. souhaitée].
- Aux États-Unis le film atteint la 1re place du box-office américain de tous les temps en USD et la 14e place en prenant en compte l’inflation, avec en première position Autant en emporte le vent avec 1 606 254 800 USD suivi de Star Wars : épisode IV - Un nouvel espoir avec 1 416 050 800 USD[177].
- En France, 320 934 billets sont vendus le jour de la sortie du film. En une semaine, 2,6 millions de français ont vu le film, ce qui constitue le seizième meilleur démarrage français de tous les temps.
- Avec un total de 14,6 millions d’entrées, le film se classe premier meilleur film sorti durant l’année 2009 en France, devant L’Âge de glace 3 : le Temps des Dinosaures (7,8 millions d’entrées) et Harry Potter et le Prince de sang-mêlé (6 millions d’entrées).
- Ce succès historique en France, estimé à 14,6 millions d’entrées après 19 semaines d’exploitation, offre au film la 7e place dans toute l’histoire du box-office français[178].
- Au 18 avril 2010, et avec des recettes arrivant à 20 073 396 CAD après 18 semaines d’exploitation, Avatar occupe la première place de tous les temps au box-office québécois, devant Titanic, également réalisé par James Cameron.
- Avec ses recettes historiques au Québec, Avatar est le seul long métrage de l’histoire du cinéma à avoir dépassé les 20 millions CAD au box-office québécois.
- Le top 5 (représente les pays derrière les 760 millions USD des États-Unis)[173] :
  - Japon : 187 millions USD ;
  - Chine : 182 millions USD ;
  - France : 158 millions USD ;
  - Allemagne : 157 millions USD ;
  - Royaume-Uni : 150 millions USD (chiffre tenant compte des entrées en Irlande et Malte).

Ces 5 pays représentent 834 millions USD, soit environ 40 % des recettes à l’international (hors États-Unis), estimées à 2,027 milliards USD. La France est donc 3e dans le box-office à l’international, c’est-à-dire 4e dans le box-office mondial, avec un poids de 8 % sur la recette mondiale.
Il n'est battu au box-office que par Avengers: Endgame des frères Russo, sorti en salles en avril 2019. Il le dépasse à la mi-juillet.

#### Seconde exploitation
À l'occasion de la sortie mondiale du second opus, Avatar : La Voie de l'eau, Disney retire de sa plateforme en ligne le film le 17 août 2022 afin de préparer sa ré-exploitation en salle, et ce, dans le monde entier.
Le film retourne ainsi le 21 septembre 2022 dans les salles obscures françaises, 344, dans une version remasterisée en 4K UHD, aussi bien en 2D qu'en 3D, accompagnée de scène inédite du second volet en post-générique,. Dans cette version, un nouvau traitement de l'image a été réalisé : l'HFR qui permet d'afficher 48 images par seconde (contre 24 en temps normal) permettant ainsi d'obtenir une meilleure fluidité dans les mouvements lorsque la caméra bouge rapidement par exemple. En France, le film caracole en première place du box-office, aussi bien pour son premier jour (39 866 entrées) qu'au bout d'une semaine (335 359 entrées),.

## Distinctions
Source : Internet Movie Database et Allociné

### Récompenses
- BAFTA 2010[188] :
  - Meilleurs décors pour Rick Carter, Robert Stromberg et Kim Sinclair
  - Meilleurs effets visuels pour Joe Letteri, Stephen Rosenbaum (en), Richard Baneham (en) et Andy Jones
- Critics' Choice Movie Awards 2010 :
  - Meilleure photographie
  - Meilleure direction artistique pour Rick Carter et Robert Stromberg
  - Meilleurs effets spéciaux pour Joe Letteri, Stephen Rosenbaum, Richard Baneham et Andy Jones
  - Meilleur film d’action pour James Cameron et Jon Landau
  - Meilleur montage
  - Meilleur son pour Christopher Boyes, Gary Summers, Andy Nelson, Tony Johnson (en) et Addison Teague (en)
- Golden Globes 2010[189] :
  - Meilleur film dramatique
  - Meilleur réalisateur pour James Cameron
- Oscars 2010[190] :
  - Meilleure direction artistique pour Rick Carter, Robert Stromberg et Kim Sinclair
  - Meilleure photographie pour Mauro Fiore
  - Meilleurs effets visuels pour Joe Letteri, Stephen Rosenbaum, Richard Baneham et Andy Jones
- Saturn Awards 2010[191] :
  - Meilleur film de science-fiction
  - Meilleurs effets spéciaux
  - Meilleur acteur pour Sam Worthington
  - Meilleure actrice pour Zoe Saldaña
  - Meilleur second rôle féminin pour Sigourney Weaver
  - Meilleur second rôle masculin pour Stephen Lang
  - Meilleur réalisateur pour James Cameron
  - Meilleur scénariste pour James Cameron
  - Meilleure musique pour James Horner

### Nominations
- BAFTA 2010 :

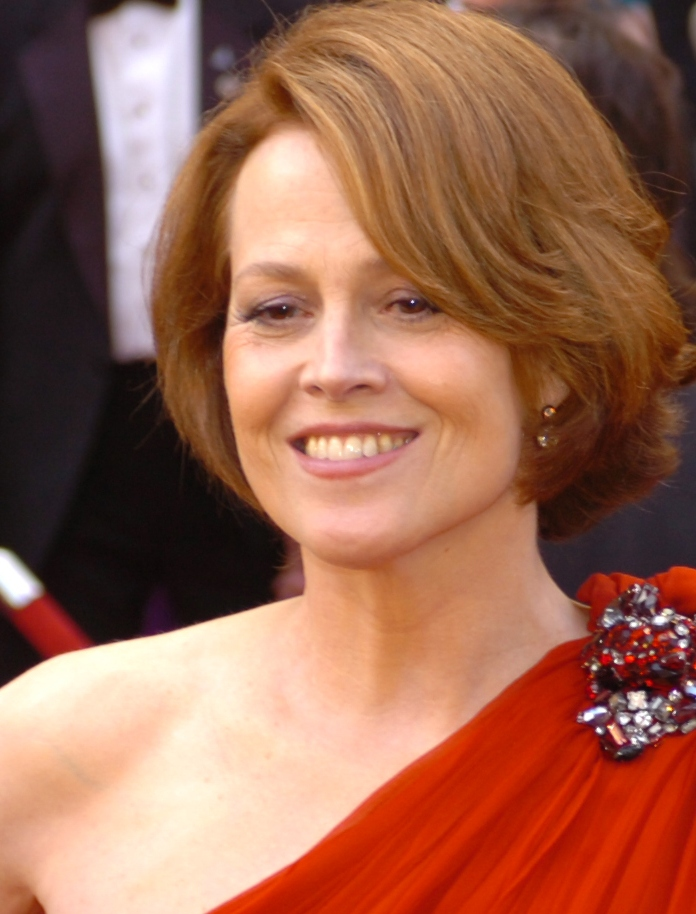
L'actrice Sigourney Weaver aux Oscars 2010, pour soutenir James Cameron, nommé à l'Oscar du meilleur réalisateur.

  - Meilleur film pour James Cameron et Jon Landau
  - Meilleur réalisateur pour James Cameron
  - Meilleure musique pour James Horner
  - Meilleure photographie pour Mauro Fiore
  - Meilleur montage pour Stephen E. Rivkin (en), John Refoua (en) et James Cameron
  - Meilleur son pour Christopher Boyes, Gary Summers, Andy Nelson, Tony Johnson (en) et Addison Teague (en)
- César 2010[192] : Meilleur film étranger
- Critics' Choice Movie Awards 2010 :
  - Meilleur film pour James Cameron et Jon Landau
  - Meilleur réalisateur pour James Cameron
  - Meilleur maquillage
- David di Donatello 2010 : Meilleur film étranger
- Golden Globes 2010 :
  - Meilleure musique de film pour James Horner
  - Meilleure chanson originale pour I see you
- Oscars 2010[190] :
  - Meilleur film
  - Meilleur réalisateur pour James Cameron
  - Meilleur montage pour Stephen E. Rivkin, John Refoua et James Cameron
  - Meilleur son pour Christopher Boyes, Gary Summers, Andy Nelson et Tony Johnson
  - Meilleur montage sonore pour Christopher Boyes et Gwendoline Yates Whittle
  - Meilleure musique de film pour James Horner

## Ressortie
Le film ressort au cinéma le 1er septembre 2010 dans une « édition spéciale » comportant 9 minutes supplémentaires, dont les scènes suivantes :
- le premier vol à travers Pandora est plus long, avec l'hélicoptère volant au-delà du troupeau de sturmbeest. Grace informe Norm et Jake à ce sujet ;
- l'équipe atteint l'école abandonnée. Il est révélé que Grace enseignait l'anglais aux enfants Na'vis jusqu'à ce qu'un incident grave survienne (impacts de balle autour, etc.) ;
- la scène où Jake et Neytiri courent dans les bois de néons est légèrement plus longue ;
- lorsque Jake rejoint le cercle, une petite fille Na'vi lui sourit curieusement, mais son père la corrige. Neytiri arrive alors et lui offre un fruit ;
- Jake tente de demander à Neytiri son nom, mais elle semble agacée par cela ;
- Jake, Grace et Norm se rendent de l'hélicoptère au laboratoire isolé. Il y a une explication sur les montagnes flottantes ;
- la nuit, Jake et Neytiri courent à travers la forêt luminescente ;
- après que Jake a touché le lizard fan, il s'envole dans un éclat radieux. Les autres s'envolent également, à la grande joie de Jake et Neytiri ;
- lorsque Jake et les autres Na'vis atteignent le haut de la montagne, Neytiri vole devant eux sur son banshee, Seze ;
- les Na'vis vont à la chasse aérienne au stuurmbeast. Jake en atteint un et s'exclame dans l'excitation. Neytiri s'exclame à son tour ;
- les Na'vis détruisent les hell trucks de la compagnie minière ;
- le lendemain matin, l'équipe de Wainfleet passe au crible les restes des hell trucks. Il s'avère que les Na'vis ont tué les soldats ainsi. Quaritch et Selfridge regardent la diffusion en direct ;
- après avoir été touché, la chute de Tsu'tey du ciel est plus longue. Quelques plantes le ralentissent ;
- la scène avec les titanosaures marteaux a été étendue ;
- la lutte entre Neytiri sur un thanathor et Quaritch est légèrement plus longue ;
- la mort de Tsu'Tey : il sait qu'il est en train de mourir et nomme Jake pour être son successeur. Il insiste pour que Jake le tue car c'est la coutume Na'vi, Jake doit le faire passer à Eywa en le tuant par ses propres mains. Neytiri se met à pleurer. Jake se conforme à contrecœur à son désir en le poignardant.

## Diffusion à la télévision
En dépit de son éloignement dans le temps, le film rencontre un franc succès lors de ses diffusions à la télévision française. Le long-métrage est diffusé pour la première fois à la télévision française par TF1 le 10 novembre 2013. Il rassembla 9,3 millions de téléspectateurs pour une part d'audience de 38,6 %, soit le 6e meilleur score de l'année.
Les rediffusions sont également des succès d'audiences : le 27 mars 2016, le film s'impose largement avec 6,4 millions de téléspectateurs, soit 30,40 % de PDA et le 20 mai 2018, il se hisse largement en tête des audiences : 4,6 millions de téléspectateurs pour 26,60 % de PDA.

## Analyse

### Inspirations

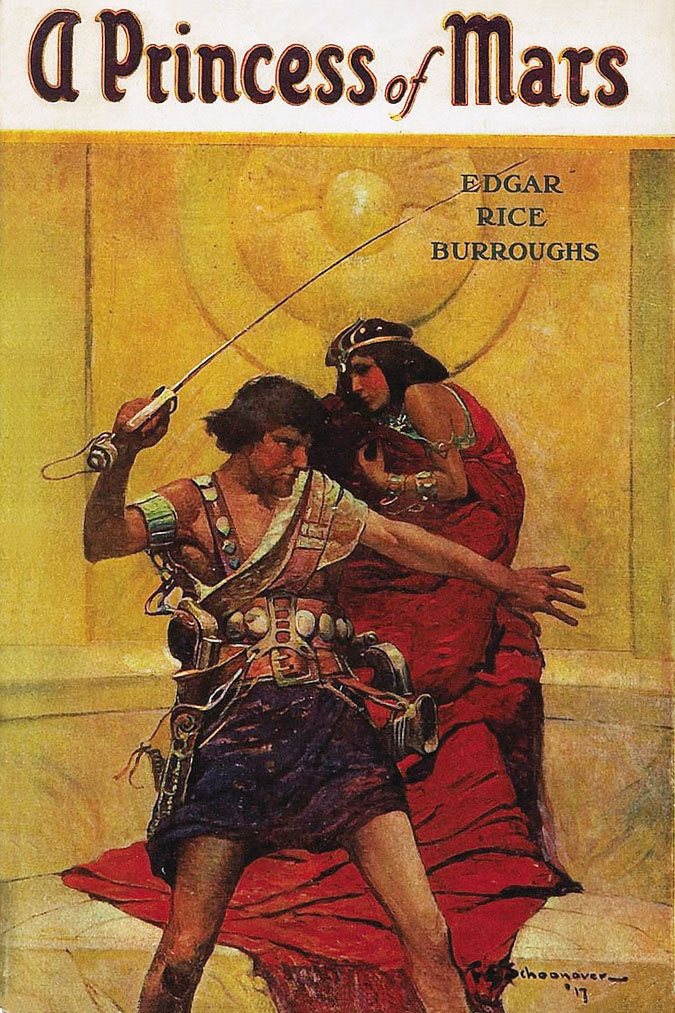
Les aventures de John Carter d’Edgar Rice Burroughs ont été une des sources d’inspirations reconnues par Cameron. Ici la couverture de la première édition, 1917.

James Cameron a déclaré s’être inspiré de livres d’aventures se déroulant dans la jungle, tels que ceux écrits par Edgar Rice Burroughs et Henry Rider Haggard,. Edgar Rice Burroughs est le créateur de Tarzan mais aussi de John Carter de la série cycle de Mars. Henry Rider Haggard quant à lui est le créateur d’Allan Quatermain, le héros des Mines du Roi Salomon, identifié comme l’un des modèles au personnage d’Indiana Jones dans Les Aventuriers de l'arche perdue de Steven Spielberg et George Lucas,,.
James Cameron dit lui-même qu’Avatar partage des sujets avec les films En liberté dans les champs du seigneur et La Forêt d'émeraude, qui montrent les heurts entre les cultures et les civilisations, et reconnaît le lien avec Danse avec les loups, où un soldat se fond dans la culture qu’il combattait préalablement.

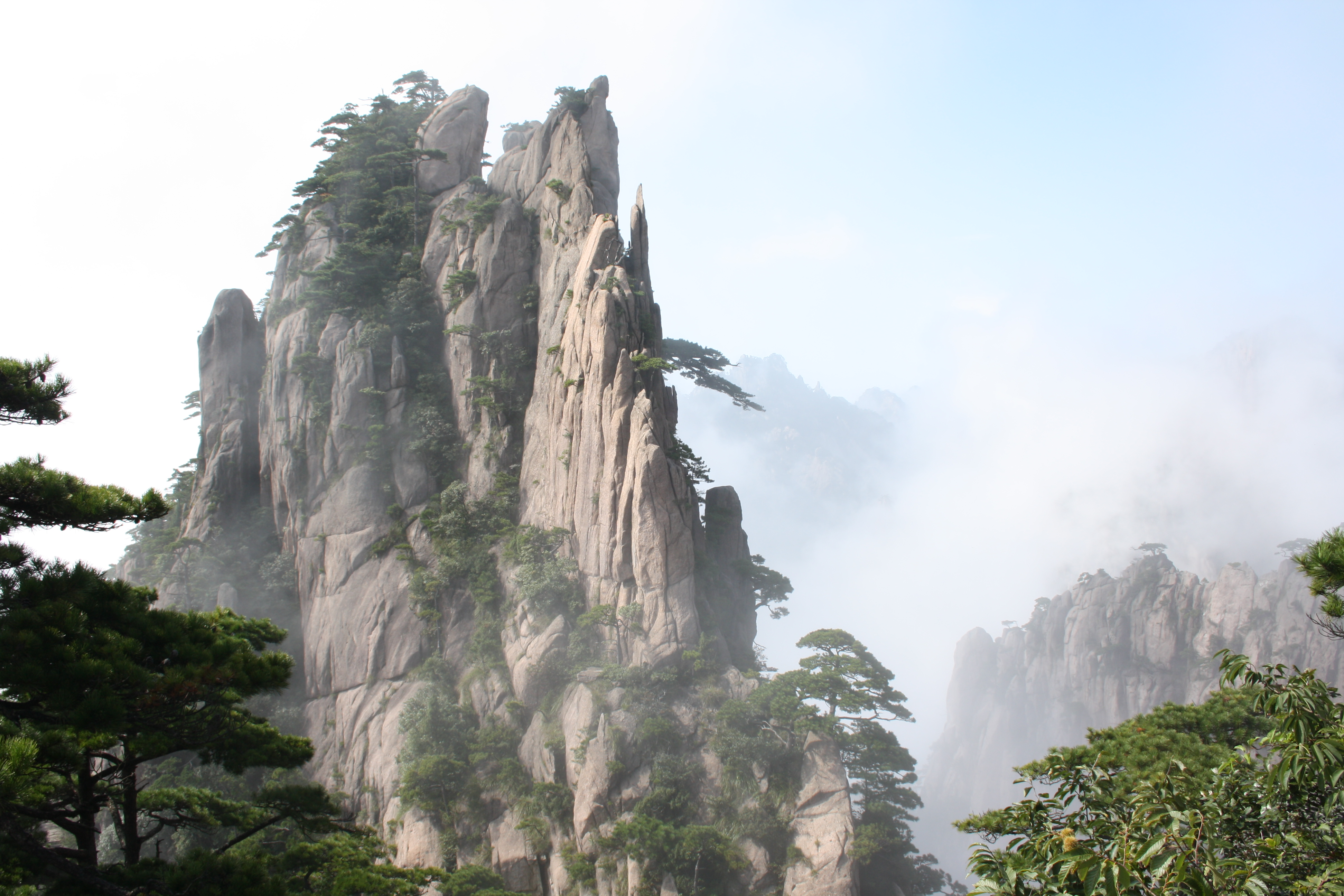
Les montagnes flottantes de Pandora « Hallelujah Mountains » furent inspirées des montagnes chinoises Huang.

L’apparence des Na’vis, les personnages natifs du monde dépeint dans le film, a été inspirée d’un rêve que la mère de Cameron avait fait longtemps avant qu’il n’écrive Avatar. Elle avait rêvé d’une femme bleue de 12 pieds de haut et James Cameron se disait : « C’est une image cool ! ». C’est ainsi qu’en 1976 ou 1977, il mit dans son premier scénario une planète avec une population autochtone « sublime » à la peau bleue ayant une taille de 12 pieds, ce qui constituera plus tard la base du peuple Na’vi dans Avatar. Concernant le choix du bleu pour la couleur de peau des Na’vis, Cameron dit : « J’aime simplement le bleu. C’est une bonne couleur… de plus, il y a un rapport avec les dieux hindous ce qui me plait sur le plan conceptuel. ».
Pour créer les montagnes flottantes « Hallelujah », les décorateurs se sont inspirés de « nombreux types de montagnes, mais principalement des formations karstiques situées en Chine ». D’après le chef décorateur Dylan Cole, les roches suspendues du film ont été directement inspirées des Huang Shan, également connus sous le nom de monts Huang, dans la province de l'Anhui, et de montagnes de Zhangjiajie de la province du Hunan, parmi d’autres à travers le monde. Cameron déclara lors d’une conférence de presse à Pékin : « Tout ce que nous avons eu à faire est de simplement recréer la montagne Huangshan dans l’espace »[réf. incomplète]. Lorsqu’on lui demande si l’idée des montagnes flottantes ne proviendrait pas de la couverture d’un album du groupe de rock Yes, il répond en riant « Cela aurait pu… au temps où je fumais du cannabis. ».

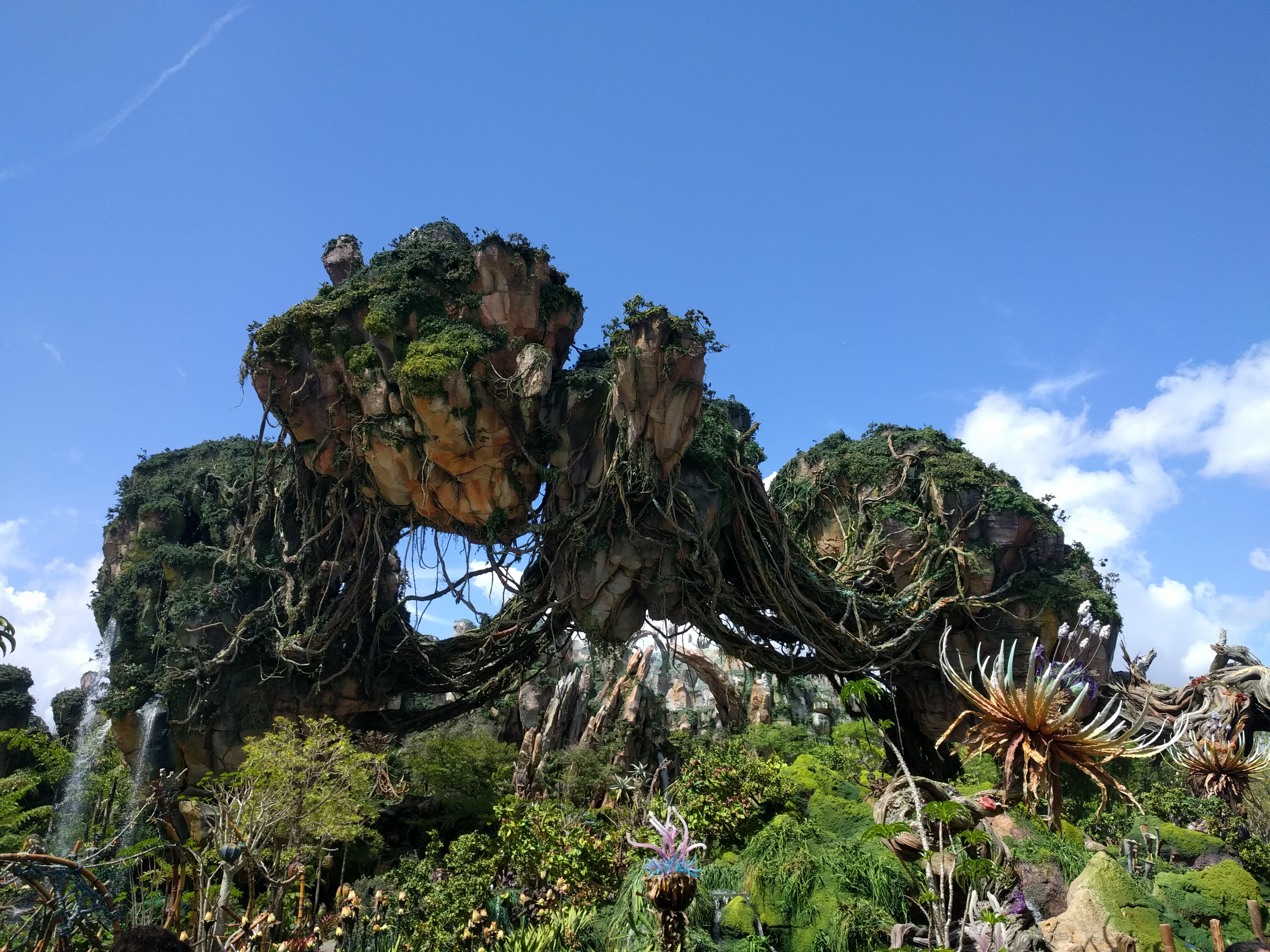
Les montagnes flottantes de Pandora à Pandora: The World of Avatar.

Afin de créer l’intérieur de la colonie minière humaine sur Pandora, les designers ont visité la plateforme de forage Noble Clyde Boudreaux située dans le golfe du Mexique durant le mois de juillet 2007. Ils ont photographié, mesuré et filmé chaque détail de la foreuse, qui fut ensuite reproduite en image de synthèse durant la post-production.

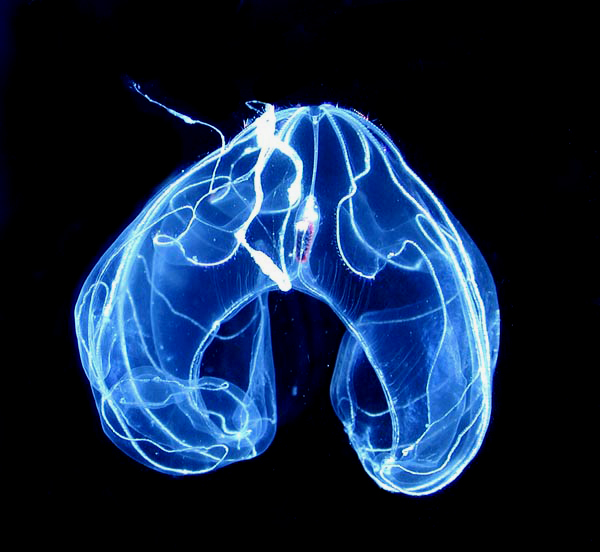
Bathocyroe fosteri, cténophore commun dans les eaux profondes, capable d’émettre de la lumière par bioluminescence.

De nombreuses créatures imaginaires de Pandora ont été inspirées des créatures sous-marines que Cameron a pu observer lors de ses plongées, notamment lors du tournage de son documentaire Aliens of the Deep en 2005,. Ainsi les plantes Helicoradian, qui se rétractent en un clin d’œil au moindre contact, sont inspirées de Spirobranchus giganteus, une espèce de ver tubicole commun dans les mers du monde entier. Et l’idée d’un monde bioluminescent, où les organismes vivants produisent et émettent de la lumière vient également de ce que Cameron a pu observer dans les océans. Un des morceaux de la bande originale est d’ailleurs dénommé The Bioluminescence of the Night.
Pour l’histoire d’amour entre les personnages Jake et Neytiri, Cameron a appliqué un thème de l’amour impossible à la manière de Shakespeare et reconnait sa ressemblance avec le couple Jack et Rose de Titanic. Dans les deux couples, on retrouve les origines radicalement différentes des deux personnages qui sont obligés de choisir entre les deux communautés. « Ils tombent amoureux l’un de l’autre, mais ils doivent combattre côte-à-côte, et il y a ce genre de nécessité à laisser partir l’autre personne afin de pouvoir faire ce que vous devez faire, ce qui est assez intéressant »,. Bien que Cameron jugeât bon de ne pas faire tomber amoureux Jake et Neytiri immédiatement, Worthington et Saldaña, les acteurs, désapprouvèrent. Cameron déclara que Worthington et Saldaña « avaient une grande alchimie » pendant le tournage.
James Cameron déclare avoir « voulu renvoyer à la situation que vivent actuellement certaines tribus amazoniennes », notamment celles du chef Raoni, qu'il défend depuis plusieurs années, et dénonce les dégâts causés à la forêt vierge par l'expansion des activités minières, forestières et agricoles. La maison des Na'vis est un arbre gigantesque connecté à l'ensemble des êtres vivants, et qui est déraciné par les hommes. Cette métaphore symbolise pour Cameron la destruction de la nature par les hommes « pour des raisons bassement économiques ». L'autre métaphore forte souhaitée par le réalisateur est l'injection de chlorophylle dans les veines du personnage incarné par Sigourney Weaver pour tenter de le sauver.

#### Références supposées

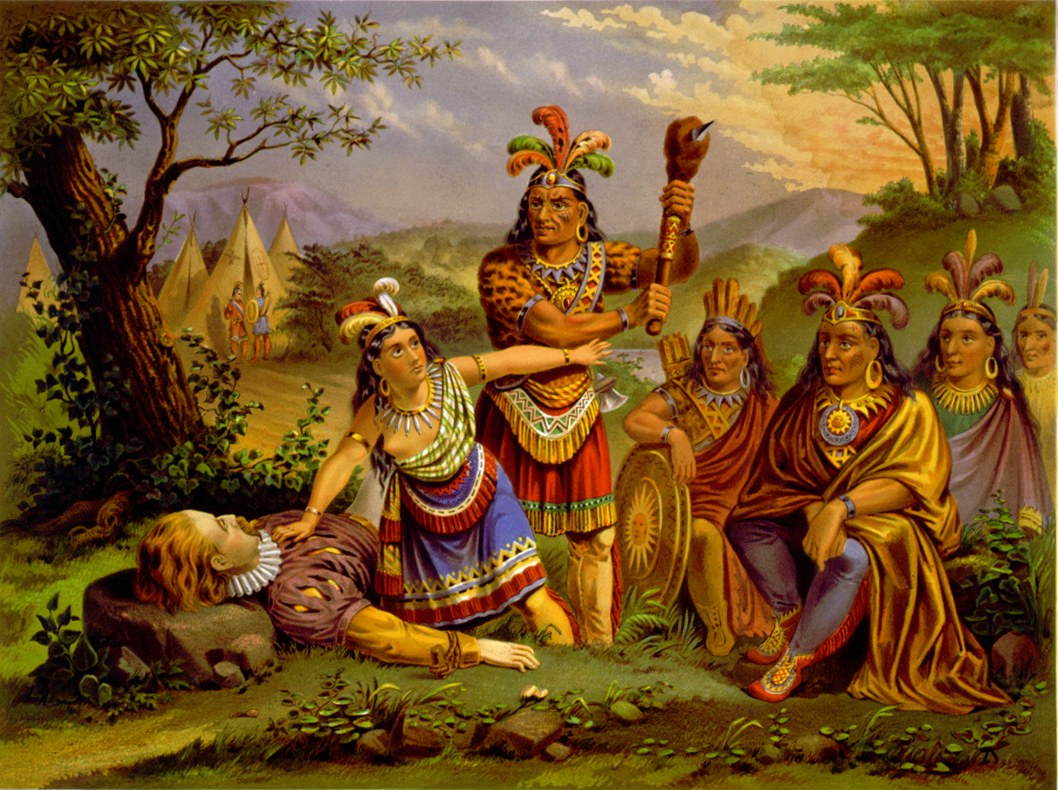
La princesse amérindienne Pocahontas sauvant la vie du capitaine anglais John Smith, scène pouvant être comparée à celles où Neytiri sauve la vie de Jake.

## Thèmes

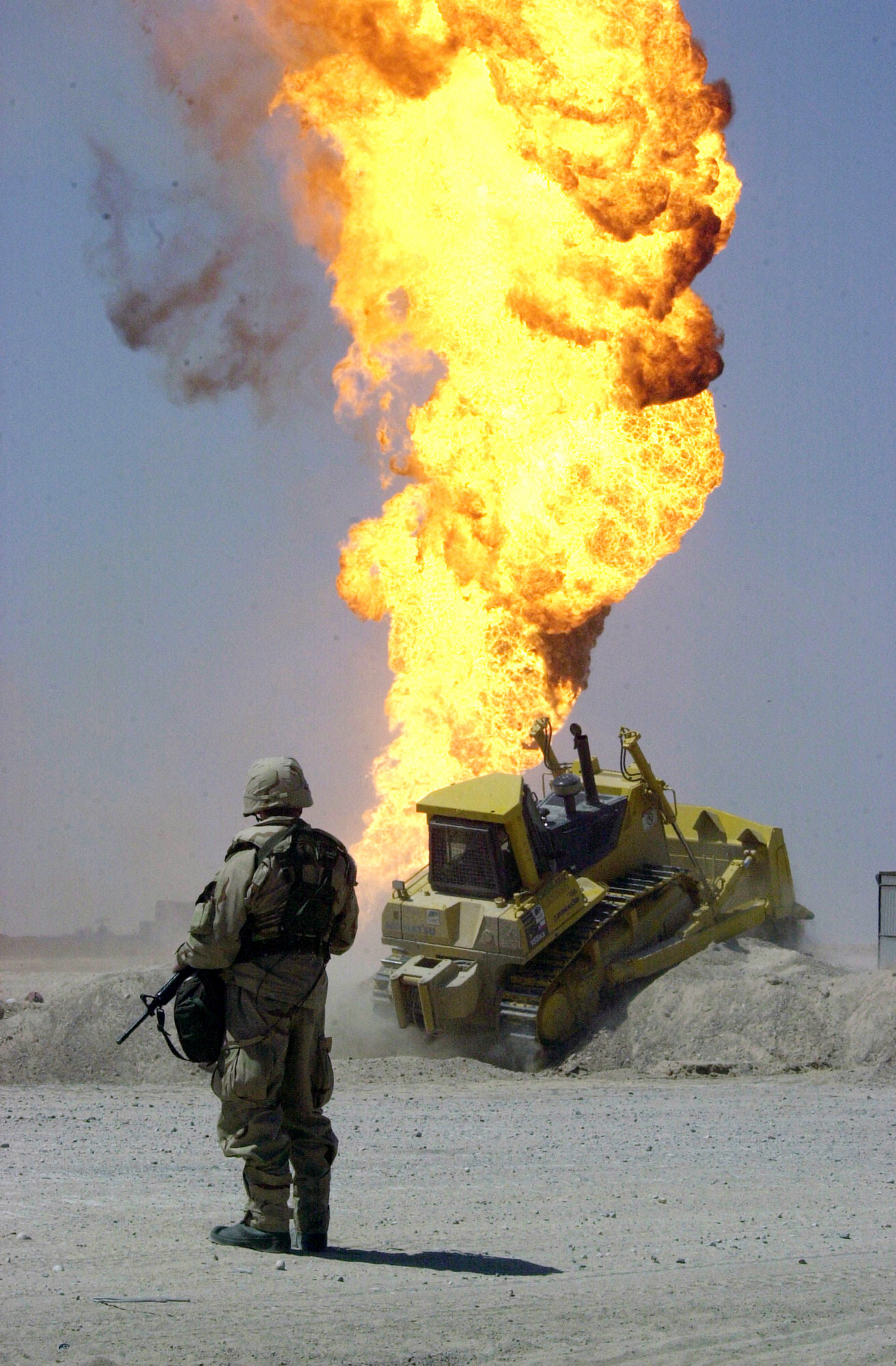
James Cameron a reconnu qu’Avatar critique implicitement la guerre en Irak.

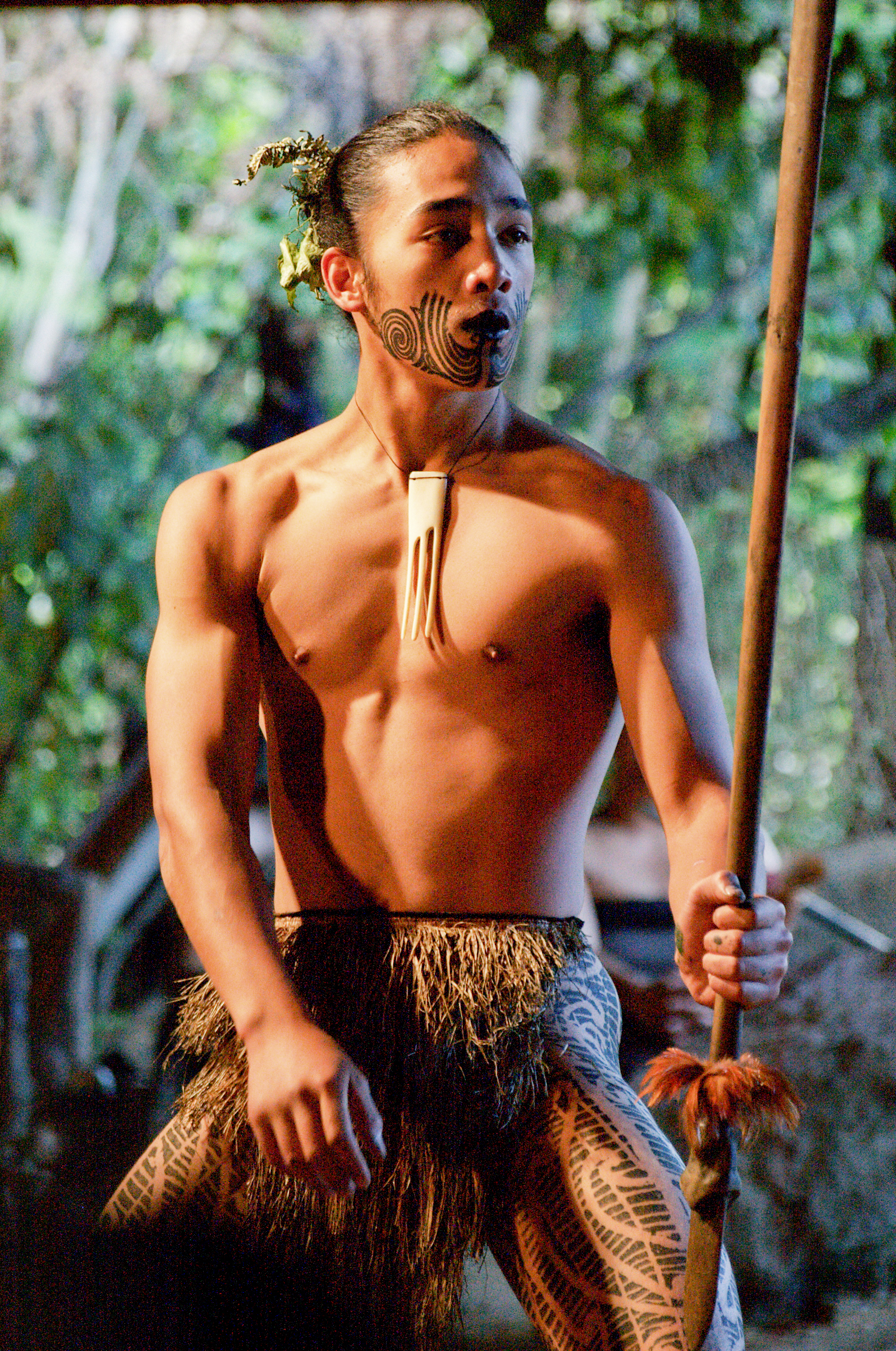
Pour James Cameron, une des idées principales du film est qu’il « nous interroge sur le fait que tout est lié, les êtres humains les uns aux autres et chacun de nous à la Terre » (photographie d’un danseur Maori).